# Langoëlan
Langoëlan [lɑ̃ɡwɛlɑ̃] est une commune française, du canton de Gourin, située dans le département du Morbihan en région Bretagne.

## Toponymie
La forme écrite en breton de la commune est Laoulan.
Le nom de la localité est mentionné sous les formes Langouelan en 1448, en 1464, en 1477 et en 1481 ; Langouellan en 1513 ; Lanvoellan en 1536 ; Langoeslan en 1793 ; Langoelan en 1801.
Cette graphie, correspondant à la forme orale en breton populaire, est attestée à l'écrit de manière ancienne également. Notamment par le nom du journal paroissial Bro Laoülan édité dès les années 1900, dans les écrits de l'écrivain du Pays Pourlet Gwilham er Borgn (1866-1927), du Bleun-Brug, ou par Pierre Le Padellec fondateur du Kan ar Bobl, dans la revue Mil-Bouton édité par l'association Kafe Bara Amonenn qu'il dirigeait. 
D'autres formes ont pu être utilisées en breton comme Leuelan, Leuelann, Laoulann ou encore Lanwelan. Cette dernière forme avait été  retenue par l'Office de la langue bretonne, ou par le linguiste Hervé Abalain. Mais ce choix était vivement contesté par les élus locaux, des associations, et des habitants,.  La forme Laoulan ou Laoülan  restait d'ailleurs usitée par Skol Vreizh, Bretagne Culture Diversité, Dastum, dans les médias tels que Radio Bro Gwened, France 3 Bretagne, France Bleu Breizh Izel, ou par les entreprises et associations locales. Une délibération du conseil municipal a finalement été votée à l'unanimité le 1er mars 2023 et indiquait Laoülan comme nom écrit en breton. Le conseil scientifique de L'Office public de la langue bretonne, présidé par le lexicographe Francis Favereau, a voté à l'automne 2023 en faveur de la graphie Laoulan, sans tréma[réf. souhaitée]. 
Le suffixe lann permet de dater la fondation de la paroisse au haut Moyen Âge. Lann est défini comme un lieu de culte chrétien, il s'agit aussi, à l'époque d'une entité locale bretonne christianisée en entité administrative religieuse. Elle est suivie par gowelañ qui signifie pleurer. Origine qui peut provenir de l'histoire locale liée à la mort du roi Salomon[réf. souhaitée].

## Géographie

### Localisation
Langoëlan est situé dans le nord-ouest du département du Morbihan. La commune appartient d'un point de vue administratif à la communauté d'agglomération du Pays du Roi Morvan et à l'arrondissement de Pontivy. Elle appartient par ses traditions au Pays Pourlet et à la Basse Bretagne. Le bourg de Langoëlan est situé à vol d'oiseau à 19,5 km à l'ouest-nord-ouest de Pontivy et à 62,7 km au nord-ouest de Vannes.
| Mellionnec Côtes-d'Armor | Lescouët-Gouarec Côtes-d'Armor | Silfiac |
| Ploërdut                 | Langoëlan                      | Séglien |
| Ploërdut                 | Ploërdut                       | Locmalo |

### Relief et hydrographie
La commune est traversée du nord au sud par le Scorff, rivière qui prend sa source à 5 km au nord du bourg, au village de Saint Auny, au pied de Mane Skorn, sur la commune de Mellionnec. La commune s'étend sur 2 227 hectares dont 386 hectares de bois. Le bourg est situé sur une colline qui culmine à 202 mètres d'altitude. Le bourg domine à l'ouest la vallée du Scorff et à l'est l'étang du Dordu. Au nord de la commune, le bois de Coët-Codu couronne une colline qui culmine à 274 mètres et constitue le plus haut sommet de Langoëlan.
| - Carte topographique de la commune de Langoëlan. - Carte hydrographiqe et routière de la commune de Langoëlan. |

### Hydrographie
Pour un article plus général, voir Réseau hydrographique du Morbihan.
La commune est située dans le bassin Loire-Bretagne. Elle est drainée par le Scorff, la Sarre, le ruisseau de Kerlann, le ruisseau de Guernarpin, le ruisseau du Maçon en dour, le ruisseau du Moulin du pont houarn et divers autres petits cours d'eau,.
Le Scorff, d'une longueur de 79 km, prend sa source dans la commune de Ploërdut et se jette  dans le Blavet en limite de Lorient et de Lanester, après avoir traversé 18 communes. 
La Sarre, d'une longueur de 35 km, prend sa source dans la commune de Lescouët-Gouarec et se jette  dans le Blavet à Pluméliau-Bieuzy, après avoir traversé neuf communes. 

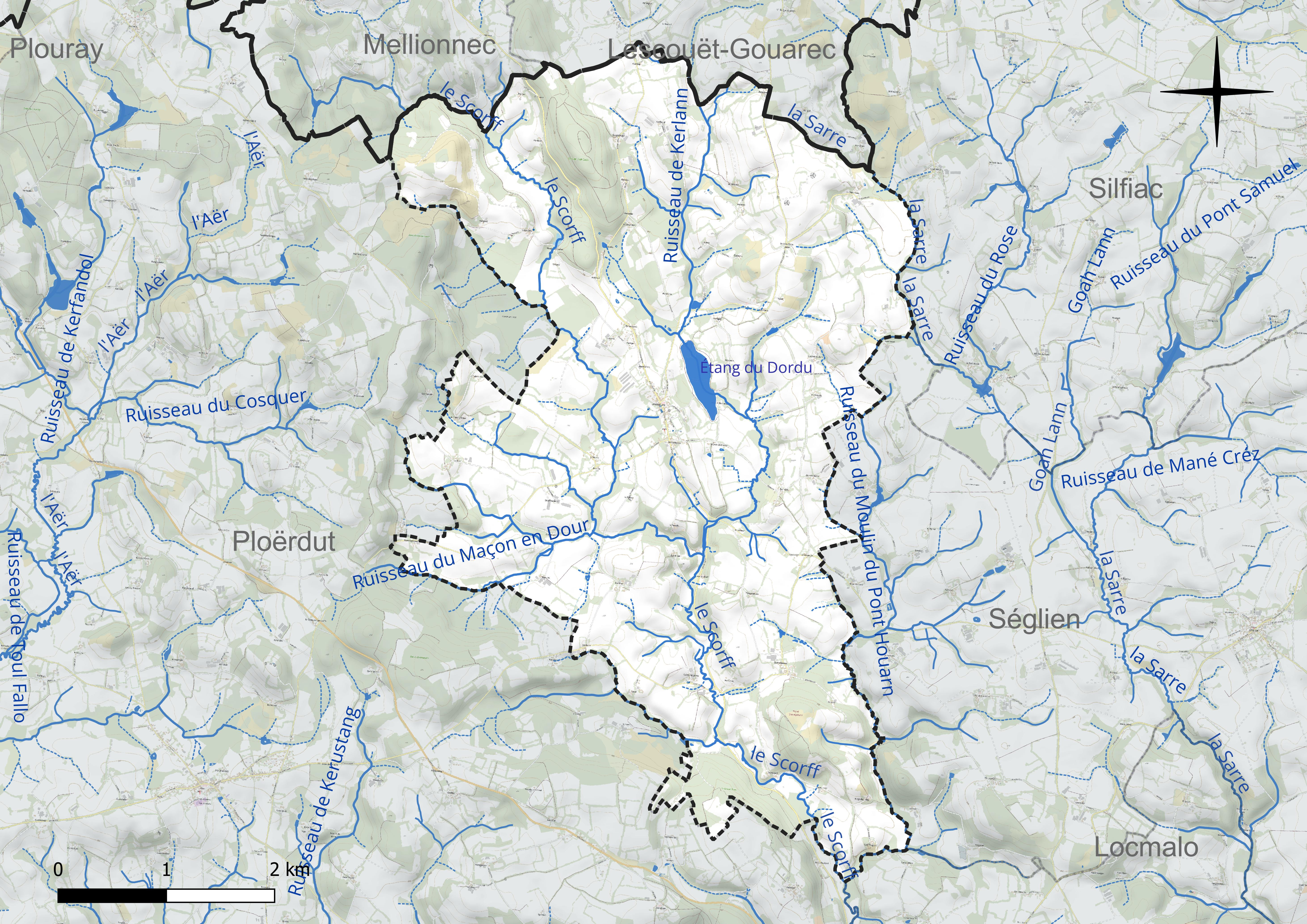
Réseau hydrographique de Langoëlan.

Un plan d'eau complète le réseau hydrographique : l'étang du Dordu (11,34 ha),.

### Climat
Pour des articles plus généraux, voir Climat de la Bretagne et Climat du Morbihan.
En 2010, le climat de la commune est de type climat océanique franc, selon une étude du CNRS s'appuyant sur une série de données couvrant la période 1971-2000. En 2020, Météo-France publie une typologie des climats de la France métropolitaine dans laquelle la commune est exposée à un climat océanique et est dans une zone de transition entre les régions climatiques « Finistère nord  » et « Bretagne orientale et méridionale, Pays nantais, Vendée ». Parallèlement l'observatoire de l'environnement en Bretagne publie en 2020 un zonage climatique de la région Bretagne, s'appuyant sur des données de Météo-France de 2009. La commune est, selon ce zonage, dans la zone « Monts d'Arrée », avec des hivers froids, peu de chaleurs et de fortes pluies.  
Pour la période 1971-2000, la température annuelle moyenne est de 10,9 °C, avec une amplitude thermique annuelle de 12 °C. Le cumul annuel moyen de précipitations est de 1 078 mm, avec 15,8 jours de précipitations en janvier et 8,1 jours en juillet. Pour la période 1991-2020, la température moyenne annuelle observée sur la station météorologique la plus proche, située sur la commune de Plouay à 24 km à vol d'oiseau, est de 11,8 °C et le cumul annuel moyen de précipitations est de 1 149,0 mm,. Pour l'avenir, les paramètres climatiques de la commune estimés pour 2050 selon différents scénarios d’émission de gaz à effet de serre sont consultables sur un site dédié publié par Météo-France en novembre 2022.

## Urbanisme

### Typologie
Au 1er janvier 2024, Langoëlan est catégorisée commune rurale à habitat très dispersé, selon la nouvelle grille communale de densité à sept niveaux définie par l'Insee en 2022.
Elle est située hors unité urbaine et hors attraction des villes,.

### Occupation des sols

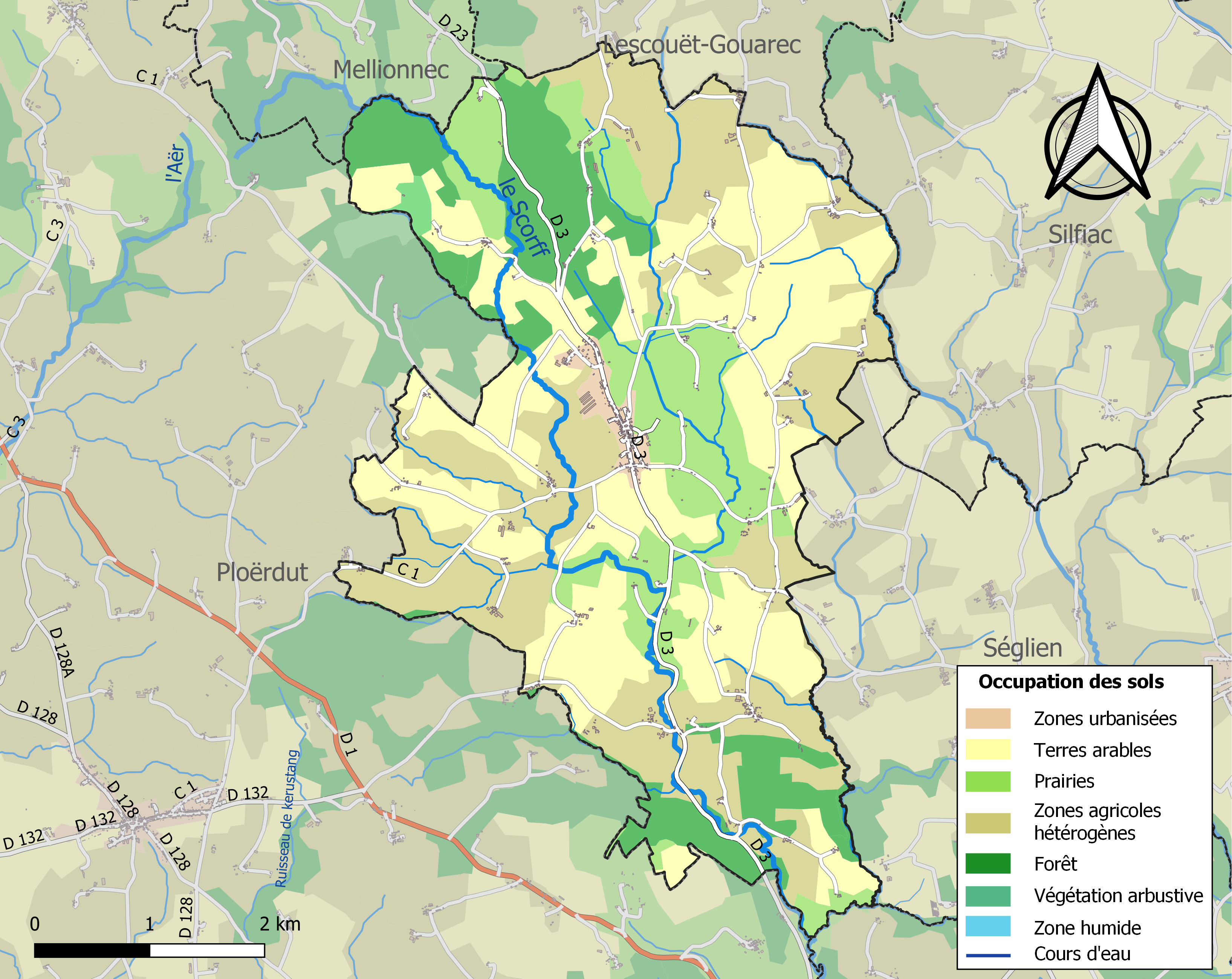
Carte des infrastructures et de l'occupation des sols de la commune en 2018 (CLC).

Le tableau ci-dessous présente l' occupation des sols de la commune en 2018, telle qu'elle ressort de la base de données européenne d’occupation biophysique des sols Corine Land Cover (CLC).
| Type d’occupation                                                                   | Pourcentage | Superficie (en hectares) |
| ----------------------------------------------------------------------------------- | ----------- | ------------------------ |
| Tissu urbain discontinu                                                             | 1,5 %       | 35                       |
| Terres arables hors périmètres d'irrigation                                         | 33,7 %      | 763                      |
| Prairies et autres surfaces toujours en herbe                                       | 16,4 %      | 372                      |
| Systèmes culturaux et parcellaires complexes                                        | 27,9 %      | 632                      |
| Surfaces essentiellement agricoles interrompues par des espaces naturels importants | 4,8 %       | 109                      |
| Forêts de feuillus                                                                  | 12,4 %      | 281                      |
| Forêts de conifères                                                                 | 0,3 %       | 6                        |
| Forêts mélangées                                                                    | 2,6 %       | 58                       |
| Forêt et végétation arbustive en mutation                                           | 0,5 %       | 11                       |
| Source : Corine Land Cover                                                          |             |                          |

### Morphologie urbaine
La population se disperse, outre le bourg, dans environ 60 lieux-dits ou écarts. 57 villages sont attestés dès le XVe siècle. La plupart des écarts sont de simples hameaux constitués de deux ou trois maisons mais d'autres sont plus importants comme le village de Quénépévant qui comptait 141 habitants en 1851 soit presque autant que le bourg de Langoëlan qui en comptait 144 à la même époque.

### Logement
En 2020 on recensait 358 logements à Langoëlan. 191 logements étaient des résidences principales (53,4 %), 110 des résidences secondaires (30,9 %) et 56 des logements vacants (15,7 %). Sur ces 358 logements, 351 étaient des maisons contre 4 seulement des appartements . Sur les 191 résidences principales, 78 avaient été construites avant 1919, soit un taux de 41,0 %. Le tableau ci-dessous présente la répartition en catégories et types de logements à Langoëlan en 2020 en comparaison avec celles du Morbihan et de la France entière.
|                                                         | Langoëlan | Morbihan | France entière |
| ------------------------------------------------------- | --------- | -------- | -------------- |
| Résidences principales (en %)                           | 53,4      | 75,1     | 82,1           |
| Résidences secondaires et logements occasionnels (en %) | 30,9      | 17,9     | 9,8            |
| Logements vacants (en %)                                | 15,7      | 7,1      | 8,1            |

### Habitat

#### Le bourg
Le bourg se présente comme un village-rue qui s'étire le long de la départementale 3 selon un axe nord-sud. Celui-ci s'est développé autour de l'église paroissiale qui date du XVIe siècle. À  l'exception du presbytère qui date du XVIe siècle et d'une maison à l'ouest de l'église qui date du XVIIe siècle, l'ensemble du bâti a été reconstruit au XIXe siècle, la rectification de la route de Guémené à Rostrenen qui traverse le bourg ayant entraîné la destruction de nombreuses maisons. L'école, construite à la toute fin du XIXe siècle au sud du presbytère, fait aujourd'hui office de mairie. Deux maisons exceptionnelles par leur architecture ont été construites au XXe siècle dans le bourg : la maison Haïk et la maison Le Corre..

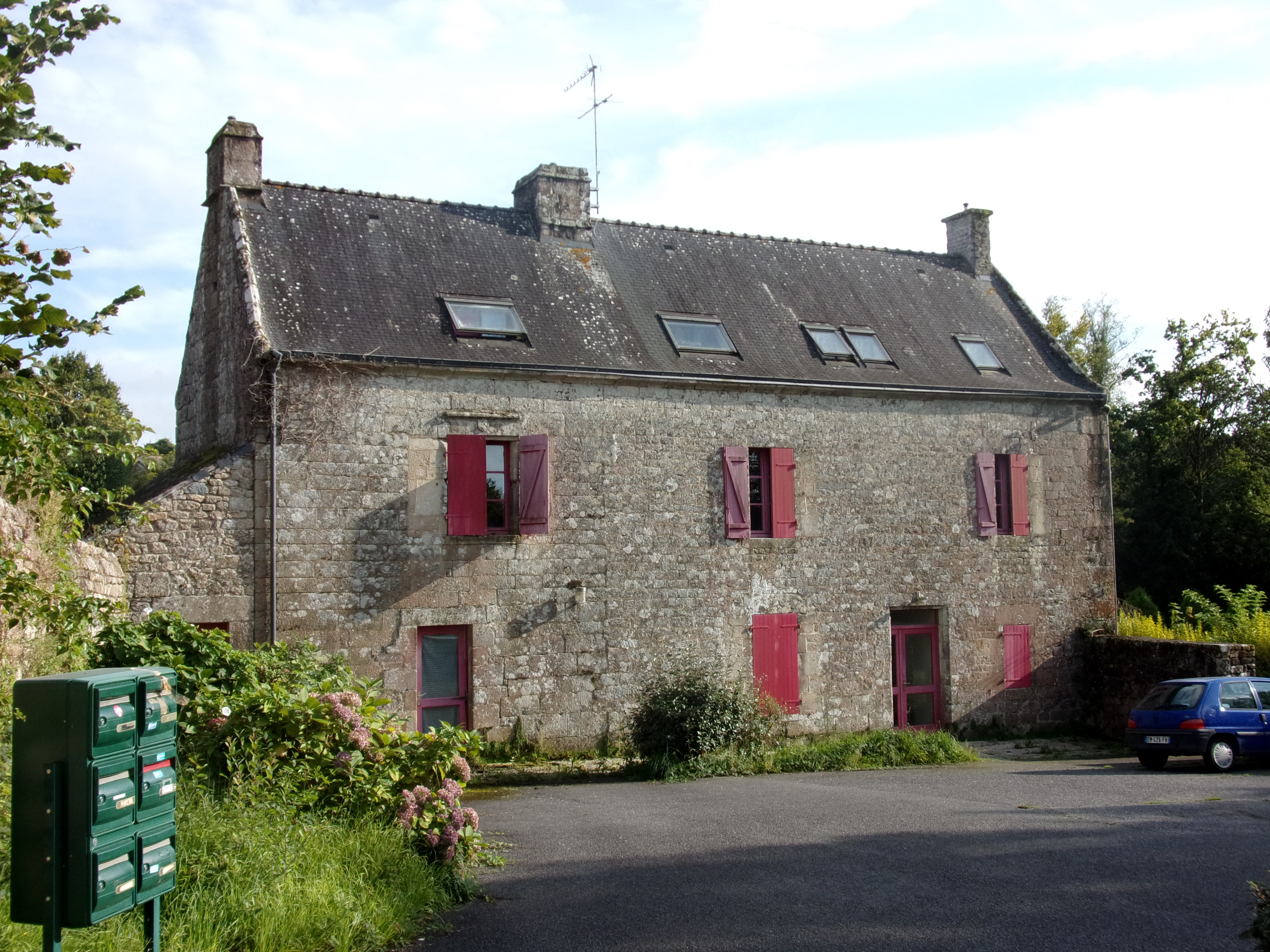
Le presbytère (façade nord).
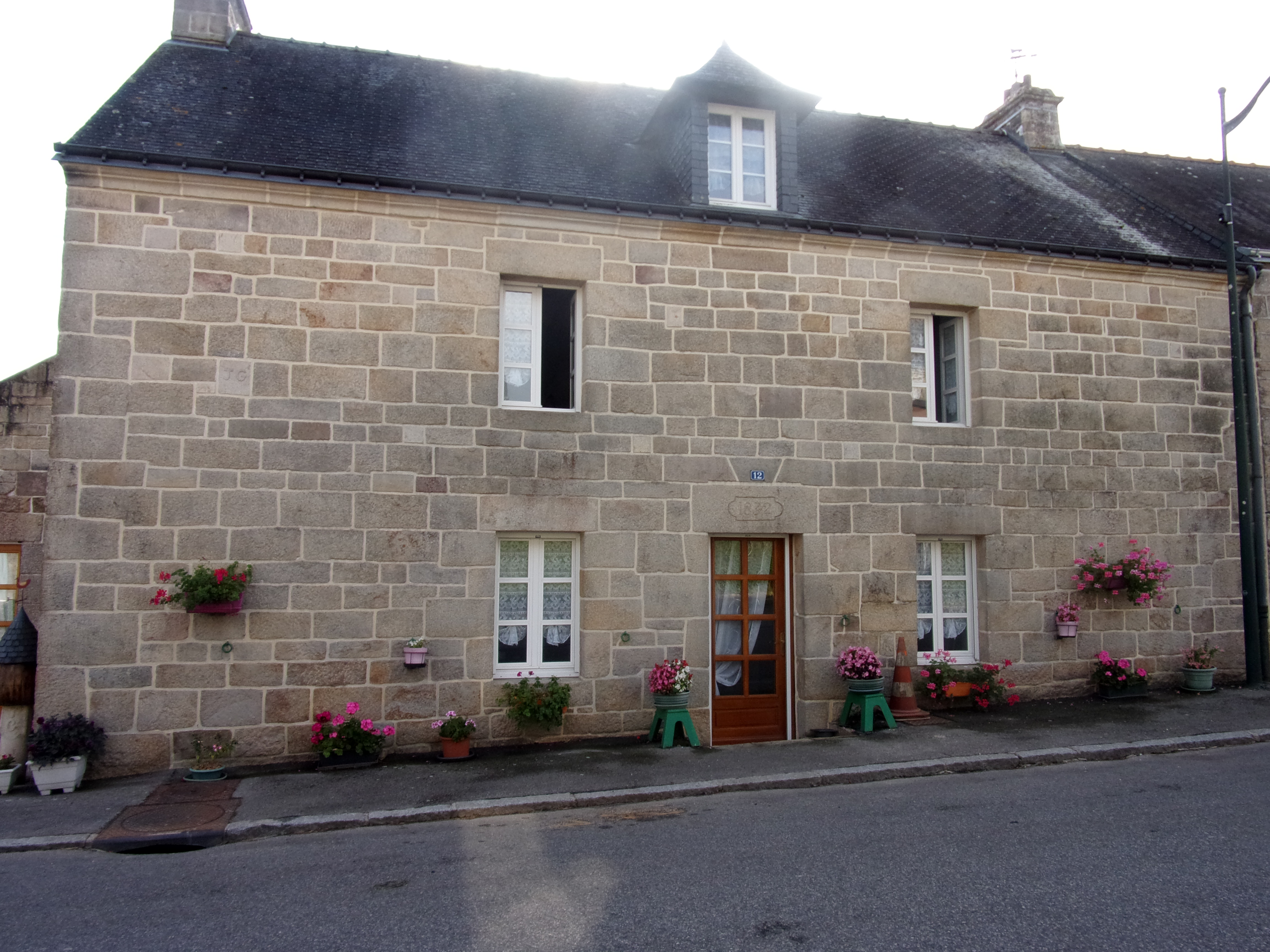
Maison du bourg en pierre de taille édifiée en 1832.
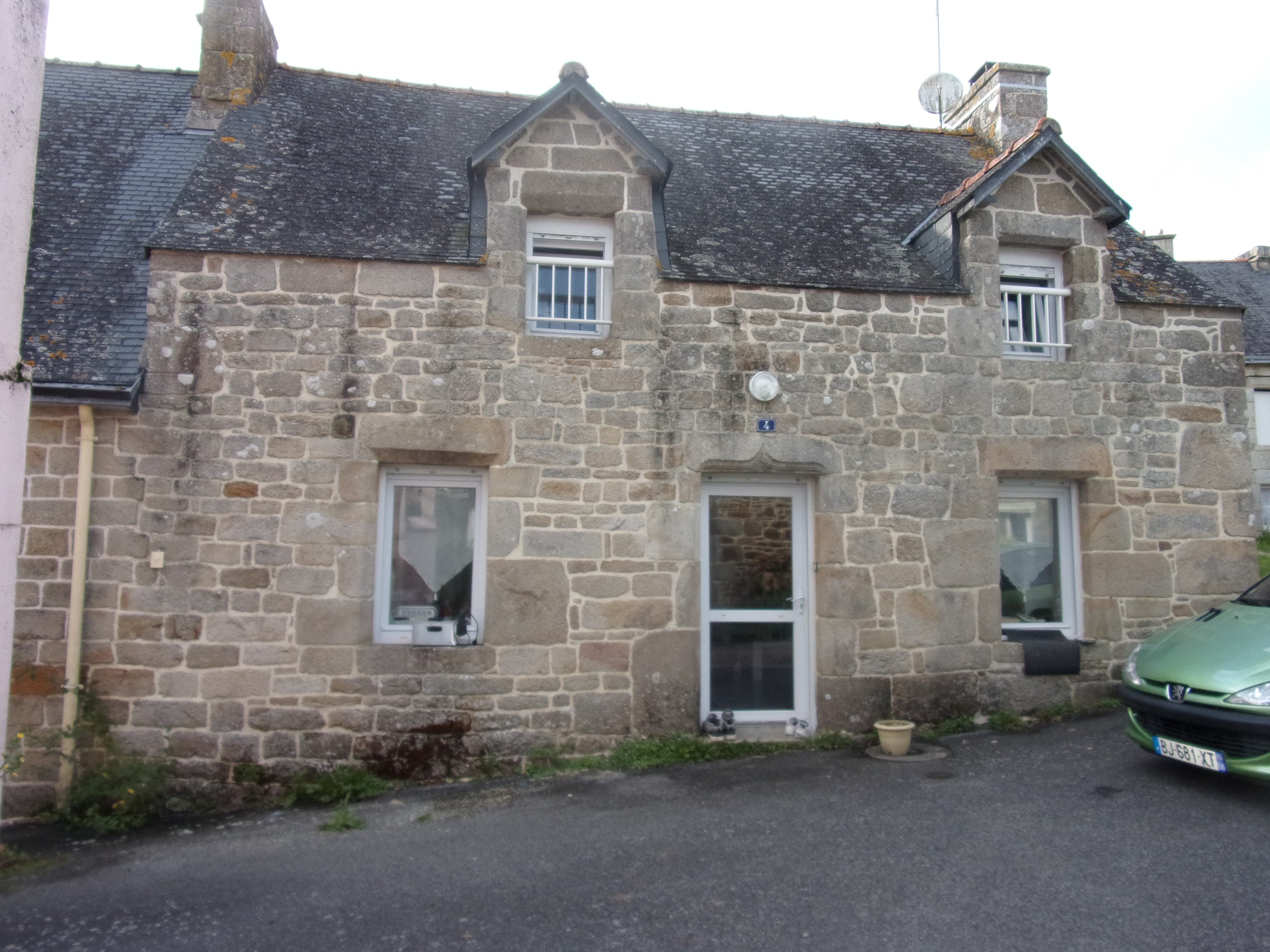
La plus vieille maison du bourg, datant du XVIIe siècle et remaniée au XIXe siècle.

#### Les hameaux
De nombreux hameaux conservent un bâti ancien utilisant des matériaux locaux (granite sur la commune de Langoëlan) : Restermen, Penpoulquio, Canquiscren, Cauraden, Quénépévant, Taleros. Sur certaines maisons sont indiqués la date de construction et le nom du maître d'ouvrage comme à Quénépévan et Canquiscren. On compte aussi plusieurs moulins bien conservés tel celui de Tronscorff. Il y a aussi plusieurs manoirs : Tronscorff, Le Reste, Le Plessis.

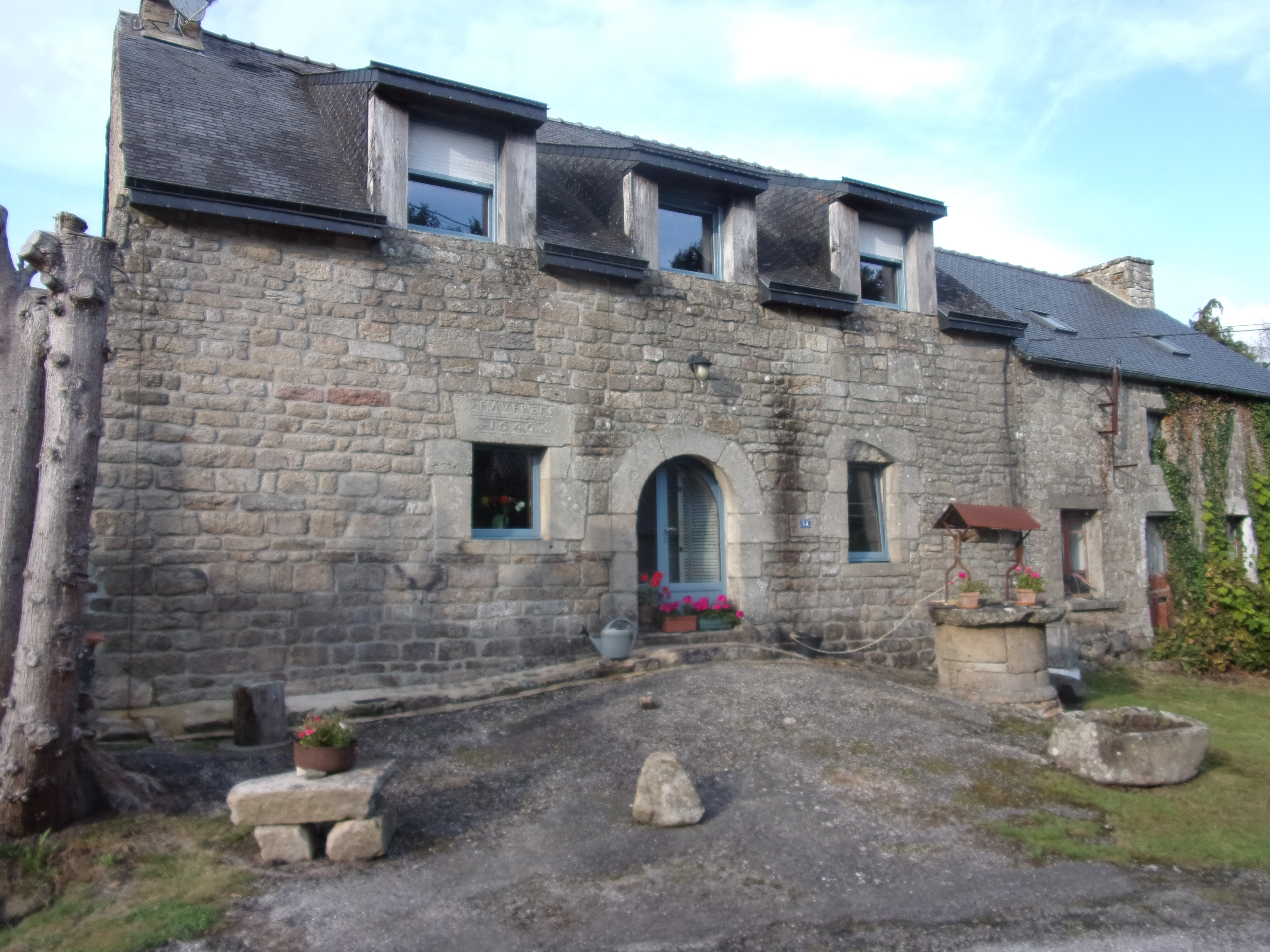
Maison de Quénépévan bâtie par François Auffret en 1646.
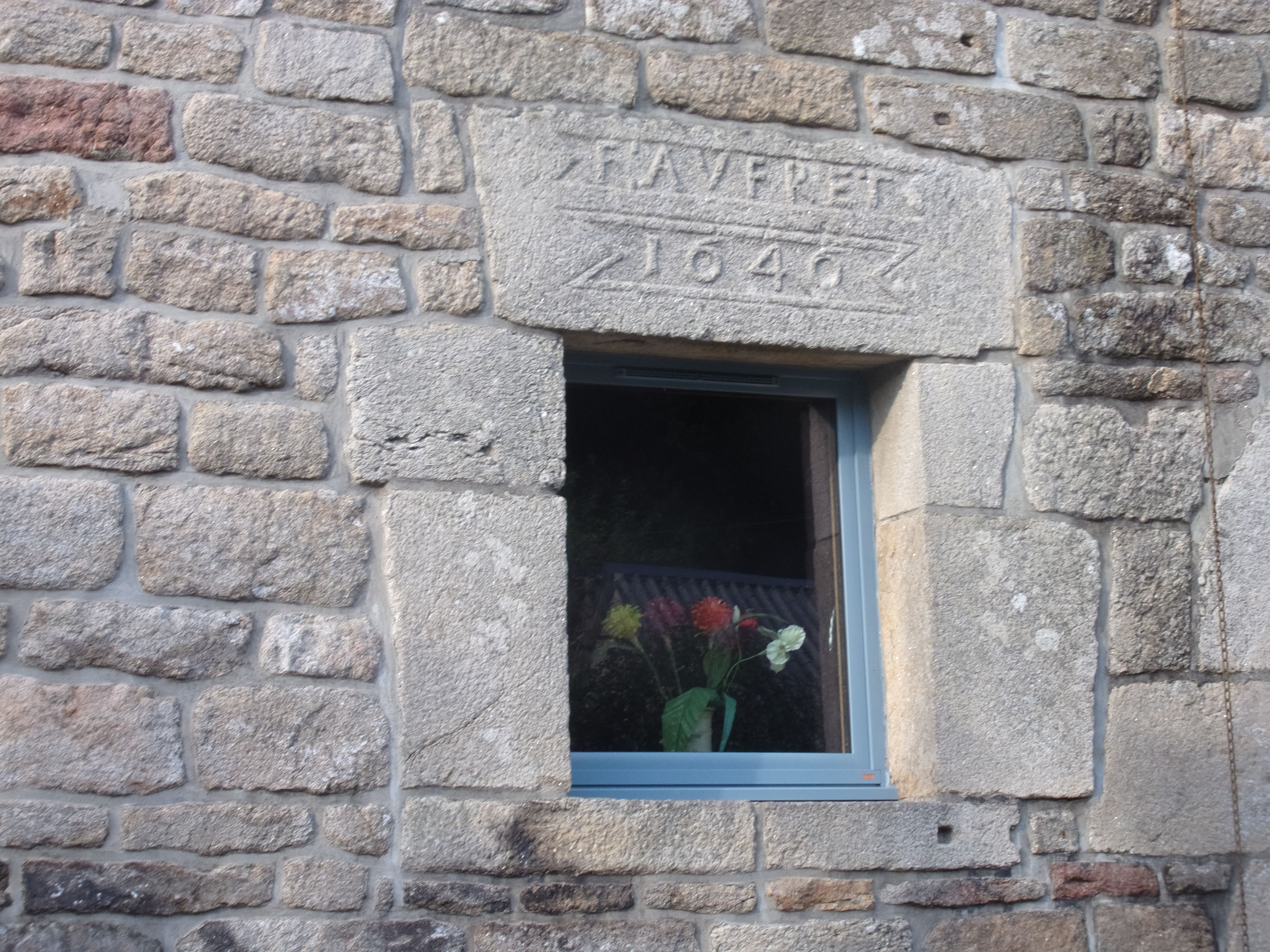
Détail du linteau de fenêtre portant l'inscription F AVFRET 1646.
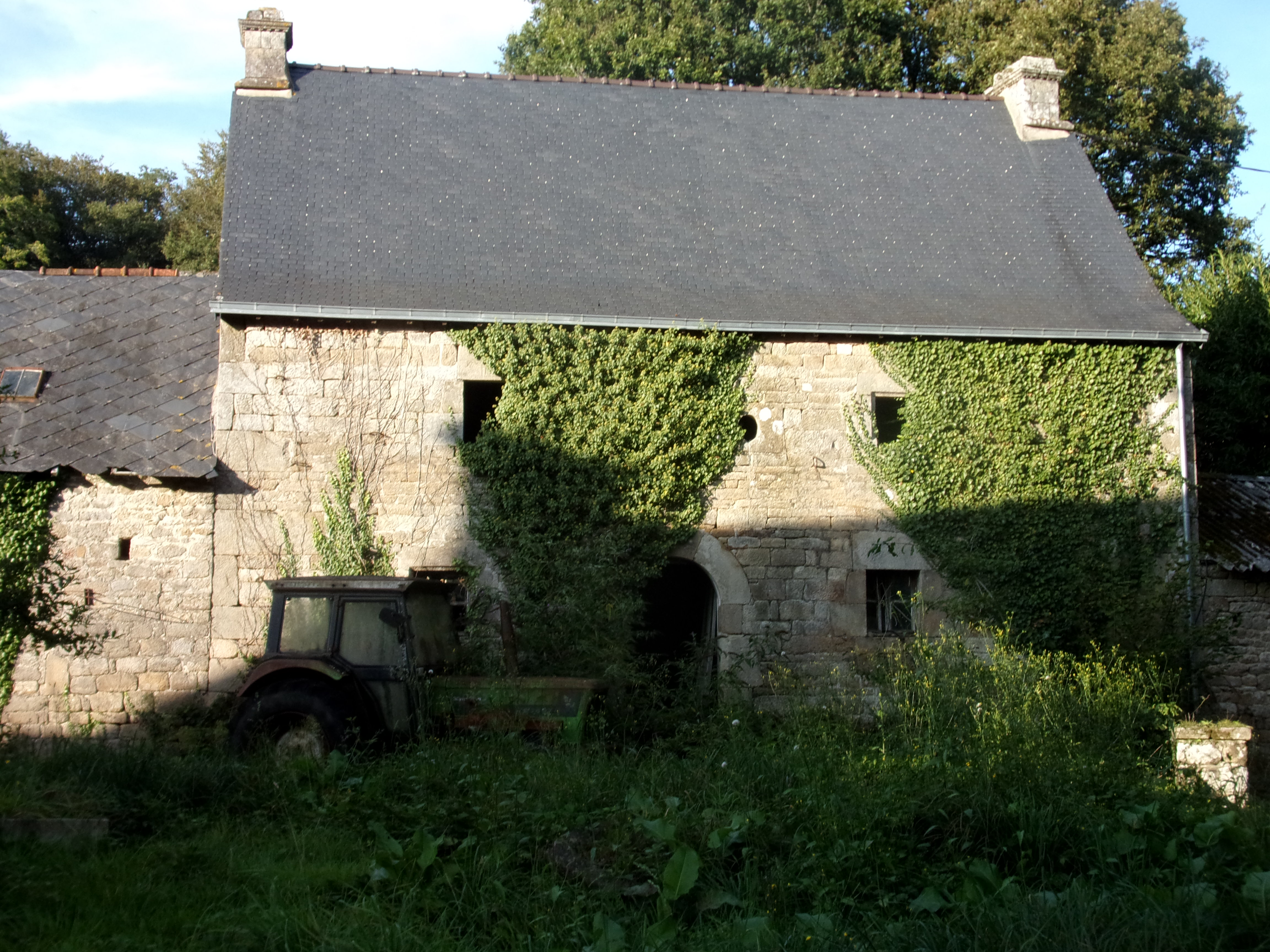
Ancienne ferme de Canquiscren datant de 1643 laissée à l'état d'abandon.

## Histoire

### Préhistoire

#### Néolithique
L'occupation du territoire communal est ancienne comme l'atteste la présence d'un dolmen daté de 4 000 av. J.-C. à La Villeneuve, appelé Ty ar Koriganed (la Maison des Korrigans).

#### Âge du bronze
Une tombe de l'Âge du bronze près du village de Saint-Houarno a été fouillé vers 1970. Deux autres sites funéraires datant de l'Âge du bronze ont été identifiés : le tumulus de Kerservant et la nécropole du Cosquer. Par ailleurs un dépôt d'objets en bronze contenus dans une poterie a été découvert en 1981 par un cultivateur au lieu-dit Botcazo. Le dépôt, daté de la fin de l'Âge du bronze (1000 à 800 av. J.-C.), renfermait des bijoux (un collier de 115 perles pesant 200 g, 5 bracelets dont un bracelet orné avec des bouts à « tampon » de 80 g de forme elliptique), des outils (7 haches, 4 racloirs, 1 crochet à viande et des accessoires d'habillement et de harnachement) ainsi que des armes (une pointe de lance, un talon de lance, une virole de pommeau d'épée, un fragment d'une épée en « langue de carpe »). Il y avait aussi quelques débris d'objets et des lingots en bronze et certains en cuivre. Certains lingots contenaient aussi du plomb et de l'argent. Au total le dépôt pesait 4 kg.

#### Âge du fer
Un souterrain de l'Âge du fer a été fouillé au bourg en 1973.

### Antiquité
Le territoire est traversé par la voie romaine nommée Hent Ahès qui relie Castennec à Vorgium, dont le tracé est encore bien perceptible entre Le Merzer et Le Coledic Vraz.

### Moyen-Âge et Temps Modernes
Au lieu-dit de Talhouët, une campagne de sondages et de relevés topographique a permis de mettre au jour une enceinte fortifiée bâtie à la fin du VIIe siècle, et remaniée durant le Xe siècle.

#### Meurtre du roi Salomon
Dans la nuit du 24 au 25 juin 874, le roi de Bretagne Salomon, qui avait été livré par des comtes bretons (dont son gendre Pascweten et Gurwant, gendre d'Erispoë) à des seigneurs francs, fut supplicié par ces derniers en un lieu-dit appelé le Merzer (le Martyr en français), situé probablement en Langoëlan. Il fut contraint d'assister au meurtre de son jeune fils Wigon, avant d'avoir lui-même les yeux crevés. Son corps, retrouvé sans vie le lendemain matin, fut inhumé, conformément à ses vœux au monastère de Plélan, auprès de son épouse Wenbrit.

#### Les paroisses de Langoëlan et Le Merzer
La paroisse de Langoëlan, dont le nom est mentionné pour la première fois dans un document de 1268, est de constitution ancienne comme l'indique le préfixe Lan, ayant le sens de ermitage ou monastère. Cependant une partie de son territoire actuel dépendait d'une autre paroisse nommée Le Merzer mentionnée au XIVe siècle ; les deux paroisses sont cependant unies dès la fin du XIVe siècle, bien qu'en gardant leur autonomie : l'église de Le Merzer avait son cimetière où l'on enterra jusqu'en 1817. La partie ouest de la paroisse de Le Merzer, qui comprenait le village de Kerservant, sera détachée de Langoëlan et rattachée à Ploërdut après la Révolution.

#### Les seigneuries
À l'époque féodale, plusieurs seigneuries se partageaient le territoire de Langoëlan. La plus importante d'entre elles était celle de Coëtcodu. Après avoir appartenu aux Coëtuhan et aux Penhoët, elle échut aux du Fresnay à la suite du mariage de Guillaume du Fresnay avec Béatrice de Penhoët. Puis elle passa aux Guimarho, aux Perenno et finalement aux Le Vicomte. La seigneurie de Coëtcodu possédait les droits de haute justice à Langoëlan, tenait ses plaids généraux le 12 juin et disposait de fourches patibulaires à Park en Justis. Par ailleurs ses seigneurs se déclaraient prééminenciers et supérieurs de l'église saint-Barnabé où ils avaient droit de banc et droit d'afficher leurs armes. Les seigneurs de Kerservant en Ploërdut avaient aussi droit de justice et fourche patibulaire et leurs armes figuraient aussi dans l'église paroissiale. Les sieurs de Tronscorff étaient les vassaux de ces derniers.

### LeXVIIIesiècle
Jean-Baptiste Ogée décrit ainsi Langoëlan en 1779 :

« Langouelan ; à 13 lieues et 1/2 au nord-ouest de Vannes, son évêché, à 24 lieues et 1/2 de Rennes et à 1 lieue 2/3 de Guemené sa subdélégation. Cette paroisse dont la cure est à l'alternative, ressortit du Siège royal de Hennebon (sénéchaussée d'Hennebont). On y compte 1500 communiants, y compris ceux de Merzer, sa trève. Il s'y tient une foire le 11 juillet de chaque année. Ce territoire offre à la vue des plaines, des coteaux, des terres labourables, des prairies et beaucoup de landes. La rivière d'Escorf (de Scorff) qui passe à L'orient (Lorient) où elle se jette dans la mer, y prend sa source. On remarque dans cette paroisse les ruines d'une tour circulaire, bâtie en pierre de taille que les habitants nomment la maison du Dieu de Paris ou Tydoue Baris. On prétend qu'elle fût bâtie du temps du paganisme, par un gentilhomme du pays qui était allé à Paris, où il avait été témoin dans cette ville de l'honneur qu'on rendait en cette ville à la déesse Isis. On assure, par tradition, que ce gentilhomme, pénétré de vénération pour cette déesse , fit bâtir ce temple en son honneur. Quoi qu'il en soit cette tour se nomme encore la maison ou le temple du dieu de Paris. »

### LeXXesiècle

#### La Première Guerre mondiale

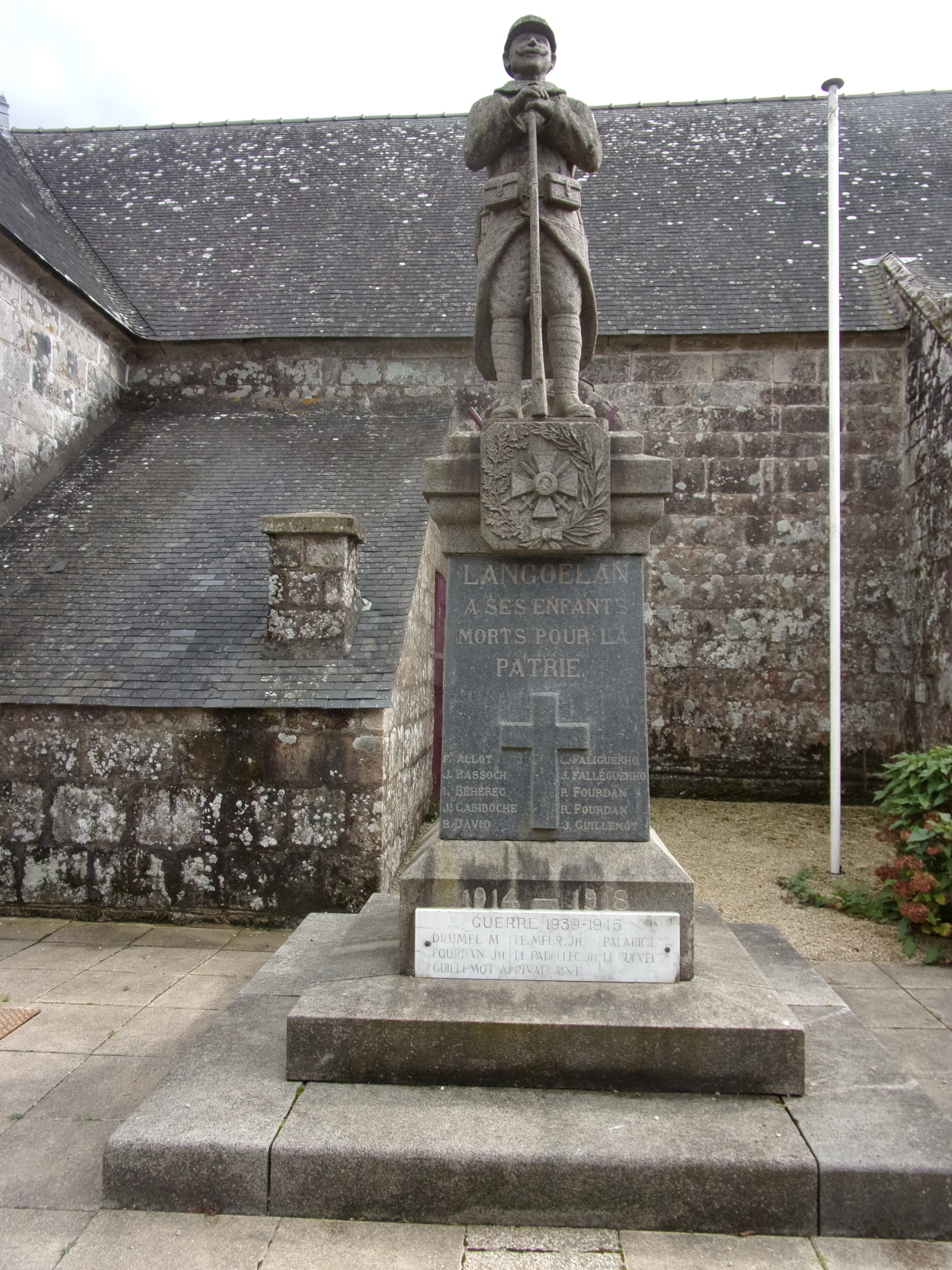
Monument aux morts de Langoëlan.

Le monument aux morts de Langoëlan porte les noms de 84 soldats morts pour la France pendant la Première Guerre mondiale ; parmi eux 3 (Pierre Joseph Fourdan, Louis Marie Le Berre, Barnabé Pasco) sont morts en Belgique ; 1 (Marc Le Dantec) est mort en Grèce ; la plupart des autres sont décédés sur le sol français. Le premier à être tombé sur le champ d'honneur est Barnabé Pasco le 22 août 1914 à Maissin en Belgique.

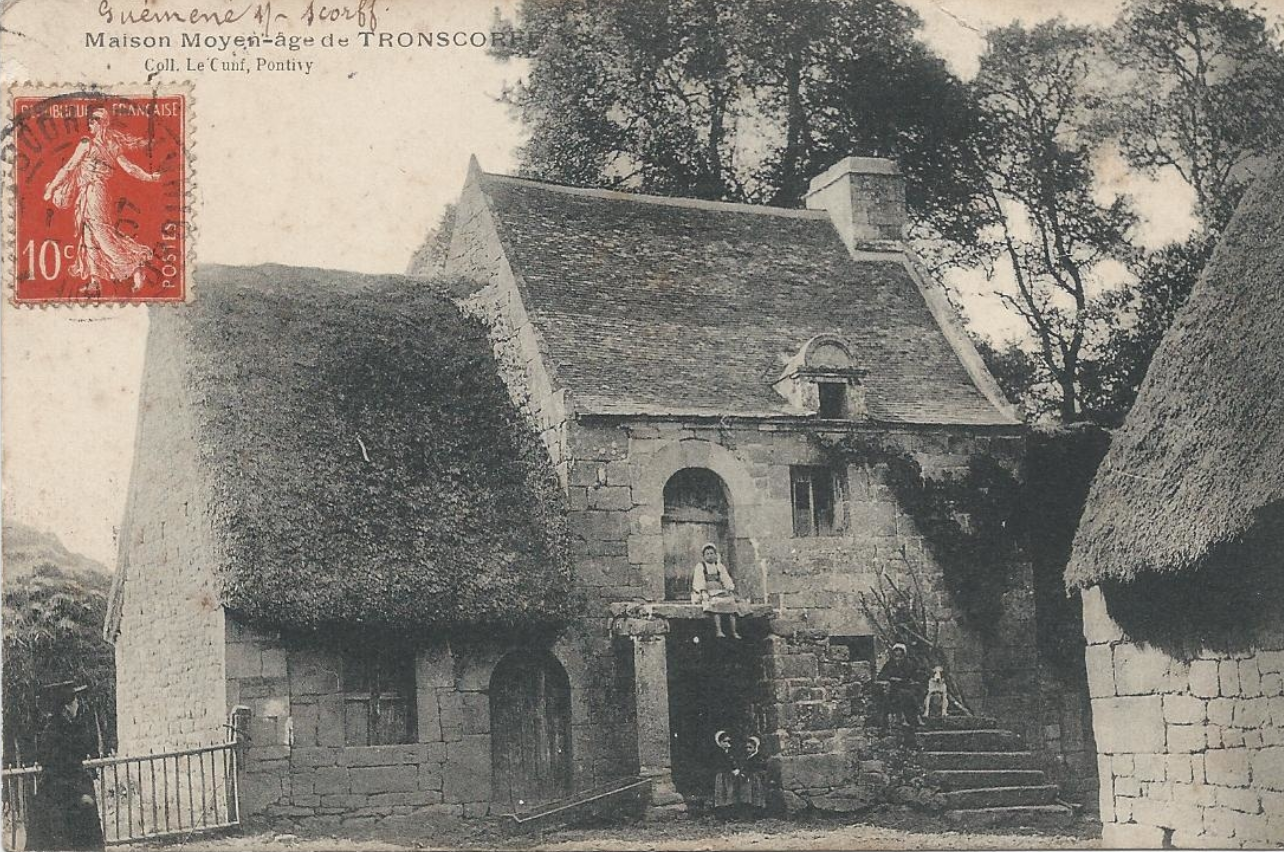
Vieille maison du village de Cansquicren près de Tronscorff vers 1900 (carte postale Le Cunf).

#### L'Entre-deux-guerres
Albert Haïk, entrepreneur de travaux publics à Paris, né à Tunis en 1885, fait construire à la fin des années 1920 dans le bourg à la demande de son épouse Marie-Louise Le Nouveau qui est née à Langoëlan en 1889 une maison détonnant par son architecture pour le moins originale et qui n'est pas sans rappeler les constructions mauresques ce qui lui vaut le surnom de "Château de l'émir". La construction utilise des matériaux variés et pour certains novateurs : béton, brique, moellon enduit imitant la pierre de taille. La partie la plus originale de l'édifice est une tourelle circulaire servant de belvédère couverte d'un dôme de ciment. La demeure est aussi surnommée "Château Haik" du nom de son commanditaire. Riche et généreux, il a offert à l'église une cathèdre d'origine auvergnate d'une grande valeur ainsi que des statues et les personnages d'une magnifique crèche. La maison sera occupée par les Allemands pendant la Seconde Guerre mondiale.

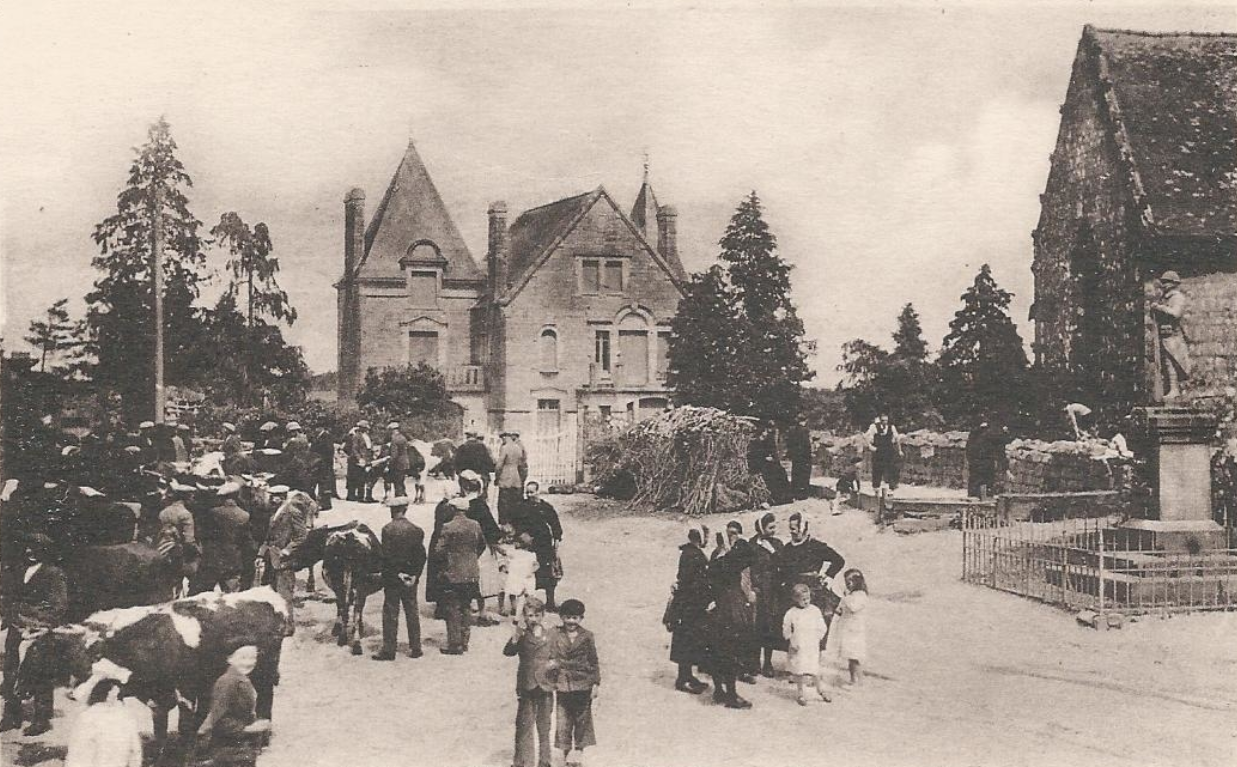
Le marché aux bestiaux au bourg de Langoëlan (1942).

#### La Seconde Guerre mondiale

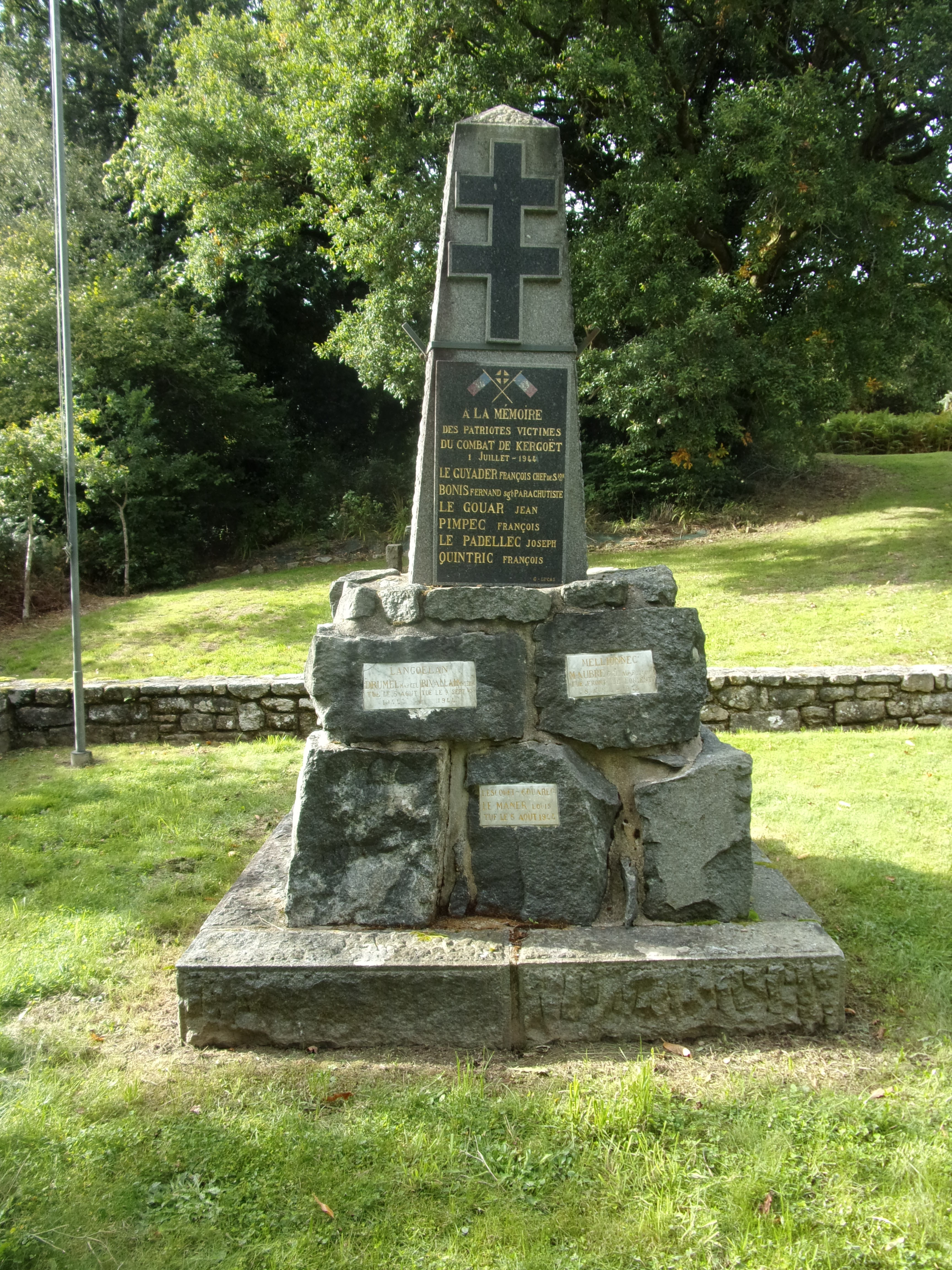
Monument commémoratif érigé à la mémoire des victimes du combat de Kergoët.

Pendant la Seconde Guerre mondiale, en juin 1944, la section FFI de Langoëlan-Mellionnec dirigée par François Le Guyader était composée d'une vingtaine de résistants ; au cours de la journée du 1er juillet 1944, le village de Kergoët, situé à 2 km au nord du bourg de Langoëlan, fut le théâtre de combats acharnés entre l'armée allemande et la compagnie résistante FTPF locale, dirigée par Désiré Le Trohère ("capitaine Alexandre"). Les Allemands subirent de lourdes pertes puisque 35 de leur soldats périrent et 60 à 70 autres furent blessés. Parmi les victimes du côté français, un civil, Joseph Le Padellec, patron de ferme dans ce village, fut sauvagement frappé puis abattu par les soldats allemands ; les résistants perdirent 5 ou 6 hommes (dont Le Gouar, Le Padellec, Pimpec : leurs corps furent retrouvés calcinés dans la ferme incendie des époux Le Padellec) , ainsi qu'un parachutiste SAS, Fernand Bonis ("Bonneau" dans la résistance). Des membres de la famille Baucher, du village Petit-Rose en Silfiac, soupçonnés d'avoir dénonce les maquisards, furent sommairement exécutés le 13 juillet 1944 par des FFI sans que leur culpabilité soit établie avec certitude.

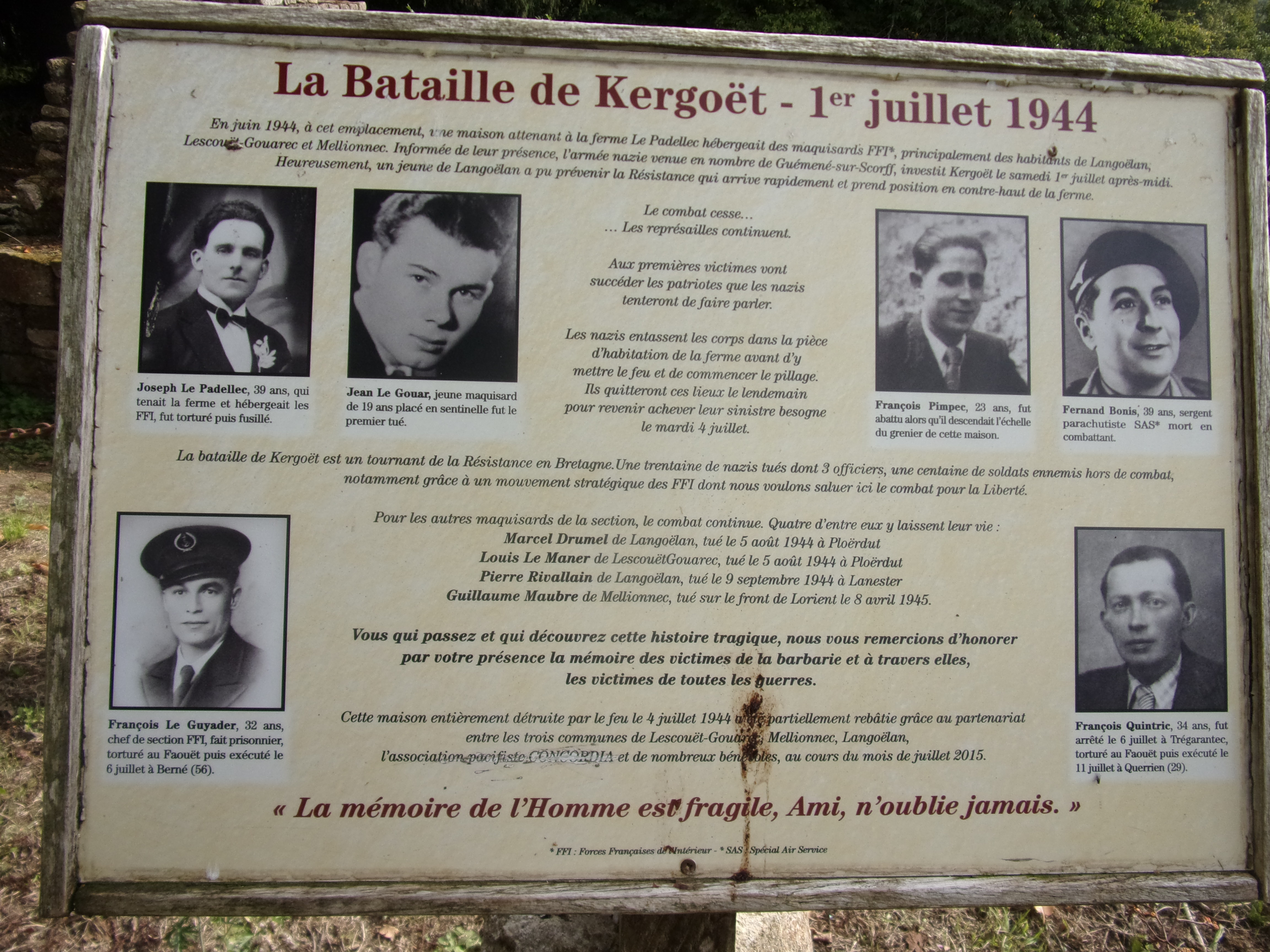
Les victimes, côté français, du combat de Kergoët.
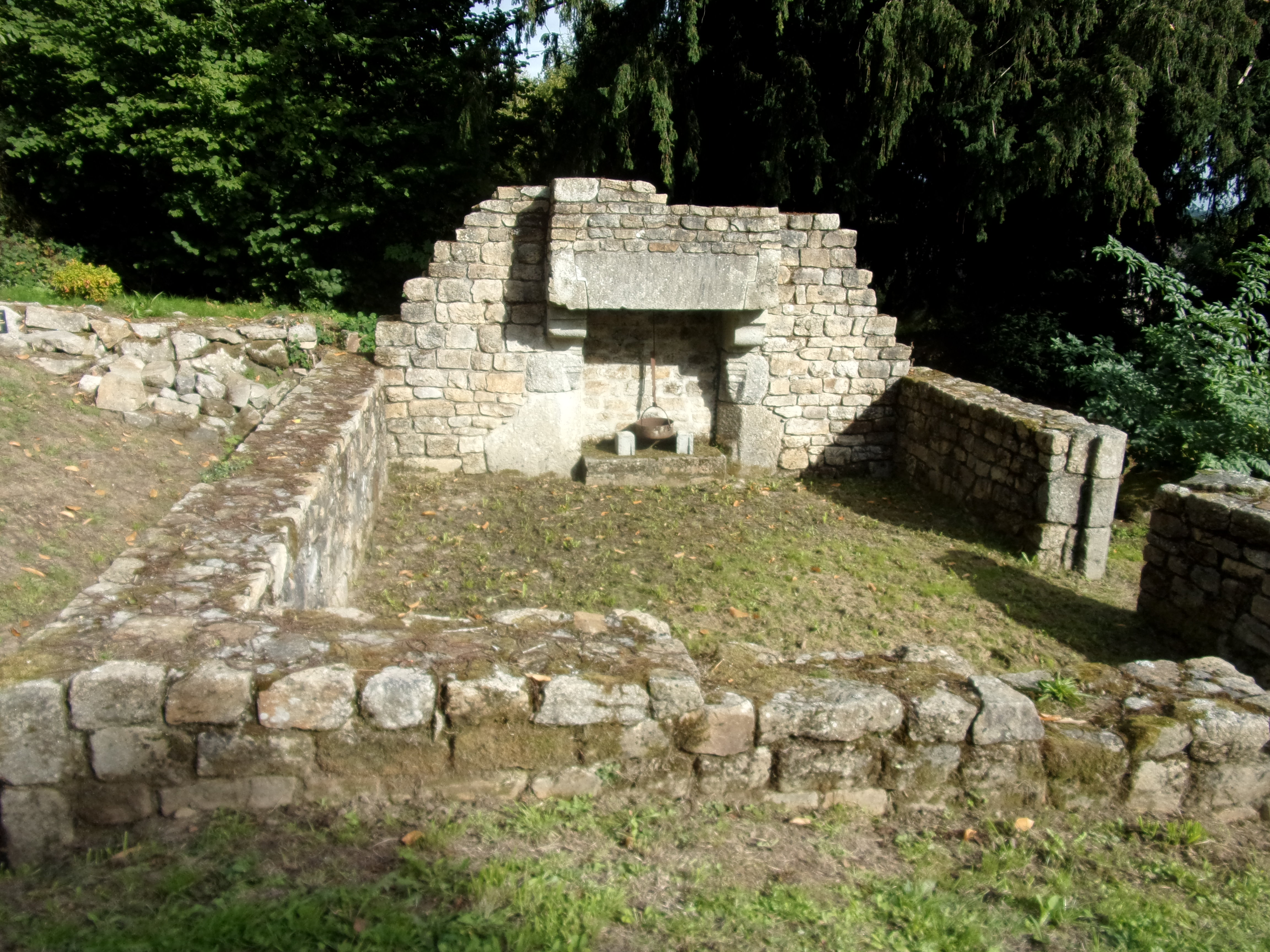
Vestiges de la ferme de Kergoët incendiée par les allemands le 1er juillet 1944.

#### La guerre d'Indochine
Deux soldats originaires de Langoëlan sont morts pour la France pendant la Guerre d'Indochine : Louis Marie Palaric à Hanoï le 12 août 1950 et Pierre Joseph Le Guevel le 17 mai 1951 à Nhatrang.

### LeXXIesiècle
En 2019, la construction de poulaillers géants suscite l'opposition d'une partie des habitants.

## Politique et administration

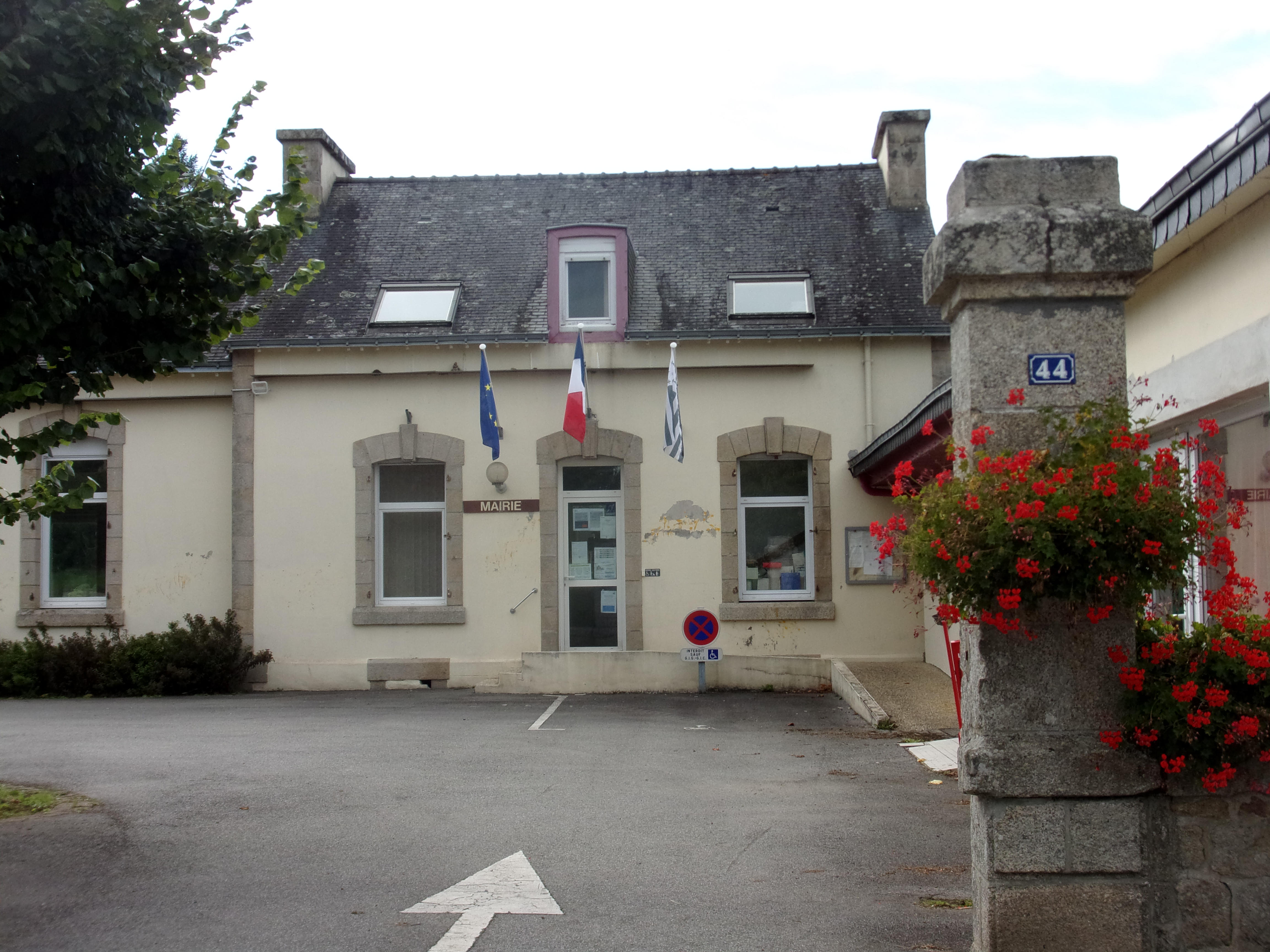
La mairie de Langoëlan.

| Période                                  | Période     | Identité                   | Étiquette   | Qualité |
| ---------------------------------------- | ----------- | -------------------------- | ----------- | ------- |
| 1810                                     | 1826        | Pierre de Rémond du Chélas | Monarchiste |         |
| mars 1959                                | mars 1983   | François Le Bail           | Gaulliste   |         |
| mars 1983                                | mars 1989   | Edouard Gallo              | DVD         |         |
| mars 1989                                | juin 1995   | Joseph Brulé               | PS          |         |
| juin 1995                                | mars 2001   | Edouard Gallo              | DVD         |         |
| mars 2001                                | mars 2008   | Guy Sinel                  | UMP         |         |
| mars 2008                                | Mars 2014   | Florence Le Beller         | SE          |         |
| mars 2014                                | 23 mai 2020 | Yann Jondot                | SE          |         |
| 23 mai 2020                              | En cours    | Jean-Claude Le Métayer     |             |         |
| Les données manquantes sont à compléter. |             |                            |             |         |

## Démographie
L'évolution du nombre d'habitants est connue à travers les recensements de la population effectués dans la commune depuis 1793. Pour les communes de moins de 10 000 habitants, une enquête de recensement portant sur toute la population est réalisée tous les cinq ans, les populations de référence des années intermédiaires étant quant à elles estimées par interpolation ou extrapolation. Pour la commune, le premier recensement exhaustif entrant dans le cadre du nouveau dispositif a été réalisé en 2006.

En 2022, la commune comptait 404 habitants, en évolution de +6,32 % par rapport à 2016 (Morbihan : +3,82 %, France hors Mayotte : +2,11 %).
| 1793  | 1800  | 1806  | 1821  | 1831  | 1836  | 1841  | 1846  | 1851  |
| ----- | ----- | ----- | ----- | ----- | ----- | ----- | ----- | ----- |
| 1 316 | 1 286 | 1 038 | 1 269 | 1 313 | 1 324 | 1 347 | 1 484 | 1 391 |

| 1856  | 1861  | 1866  | 1872  | 1876  | 1881  | 1886  | 1891  | 1896  |
| ----- | ----- | ----- | ----- | ----- | ----- | ----- | ----- | ----- |
| 1 322 | 1 242 | 1 321 | 1 212 | 1 242 | 1 281 | 1 332 | 1 295 | 1 364 |

| 1901  | 1906  | 1911  | 1921  | 1926  | 1931  | 1936  | 1946  | 1954 |
| ----- | ----- | ----- | ----- | ----- | ----- | ----- | ----- | ---- |
| 1 354 | 1 384 | 1 276 | 1 238 | 1 227 | 1 242 | 1 178 | 1 090 | 945  |

| 1962 | 1968 | 1975 | 1982 | 1990 | 1999 | 2006 | 2011 | 2016 |
| ---- | ---- | ---- | ---- | ---- | ---- | ---- | ---- | ---- |
| 907  | 812  | 659  | 575  | 429  | 369  | 396  | 403  | 380  |

| 2021 | 2022 | - | - | - | - | - | - | - |
| ---- | ---- | - | - | - | - | - | - | - |
| 396  | 404  | - | - | - | - | - | - | - |

## Lieux et monuments

### Monuments préhistoriques
- Dolmen de la Villeneuve (vers 4000 ans av. J.-C.).

### Édifices religieux

#### Église Saint-Barnabé
Elle date du XVIe siècle et a été remaniée aux XVIIIe et XIXe siècles. Elle comprend une nef sans bas-côtés, un transept et un chœur à chevet plat ; les deux chapelles latérales sont sous le vocable du Rosaire et de saint Salomon.

#### Chapelle Saint-Servais
La chapelle Saint-Servais édifiée au XVIe siècle, fut entièrement remaniée vers 1760. Son choeur polygonal, sa sacristie, ses portes et fenêtres plein cintre, son modeste clocher, sont caractéristiques de cette époque. L'édifice fut endommagé à la Révolution. En 1923, le recteur interrompt le pardon pour une restauration urgente avec notamment la construction de 3 contreforts soutenant le mur nord. Depuis 1990, l'édifice tout comme sa fontaine-mur à pignon triangulaire ont fait l'objet de restaurations régulières. À l'intérieur, le choeur, délimité par une clôture, abrite un autel en pierre et trois niches où trônent les statues de Saint Servais (XVIe siècle), d'une sainte appelée localement Marie Madeleine (XVIIe siècle) et de Sainte Marthe dite Sainte Geneviève (XVIIe siècle). La statue de Saint Efflam en granite et la cloche en bronze (1812) proviennent de la chapelle voisine Saint Efflam, tombée en ruine vers 1920. On y honore Saint-Servais, un des saints de glace, dont le pardon avait lieu autrefois le 13 mai et maintenant le second dimanche d'août.

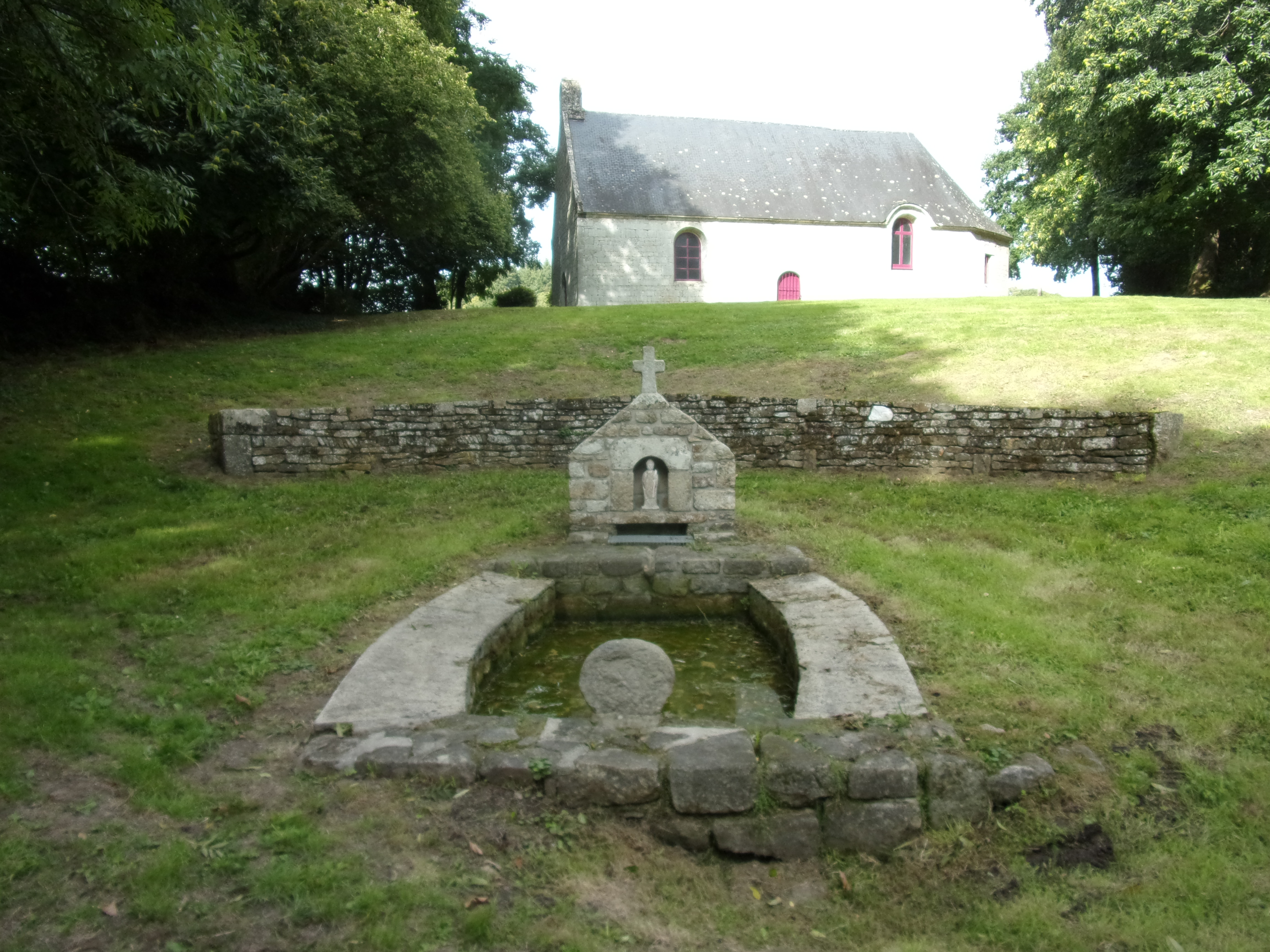
Chapelle Saint-Servais et fontaine.
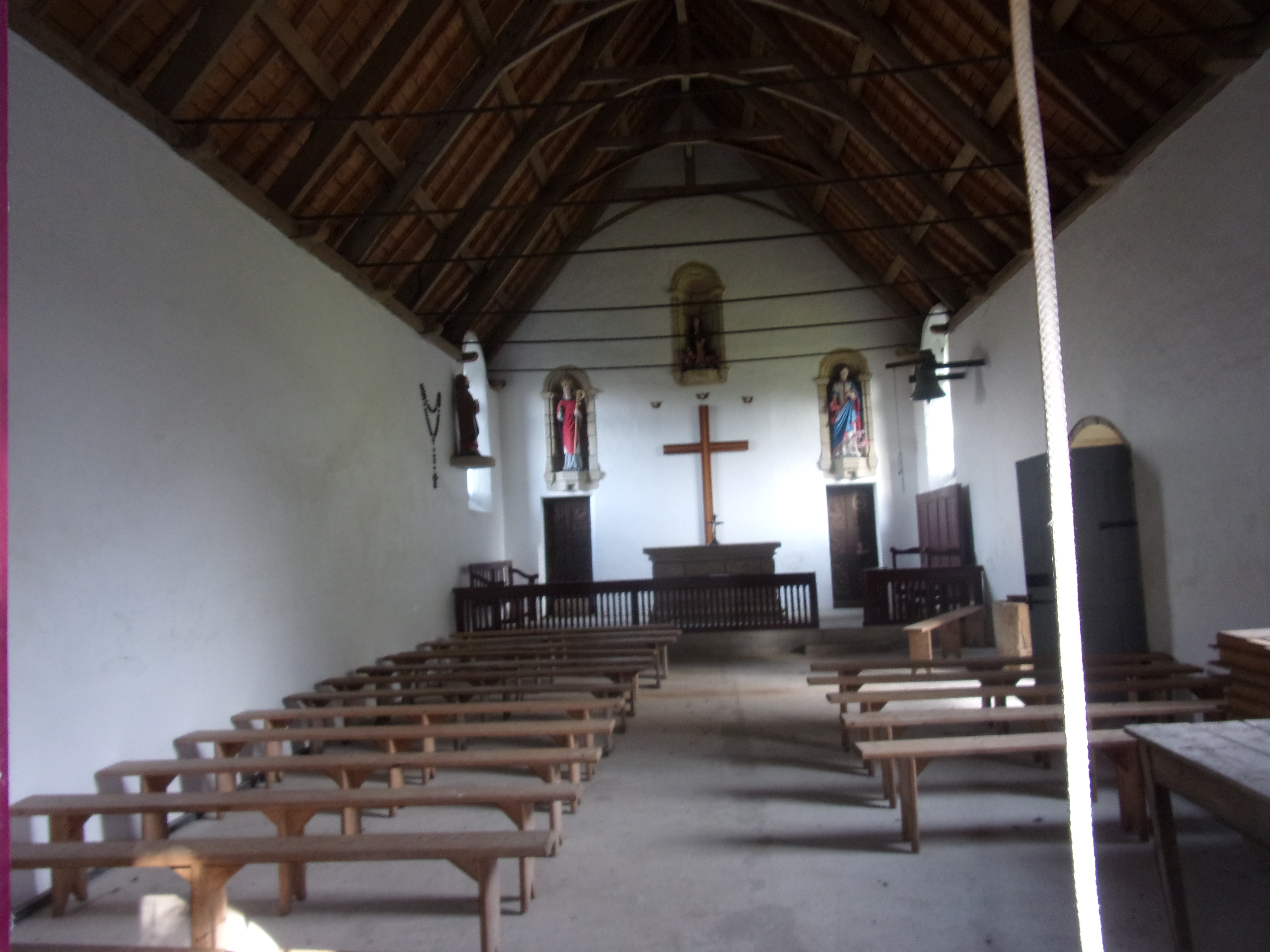
Vue générale de l'intérieur de la chapelle.
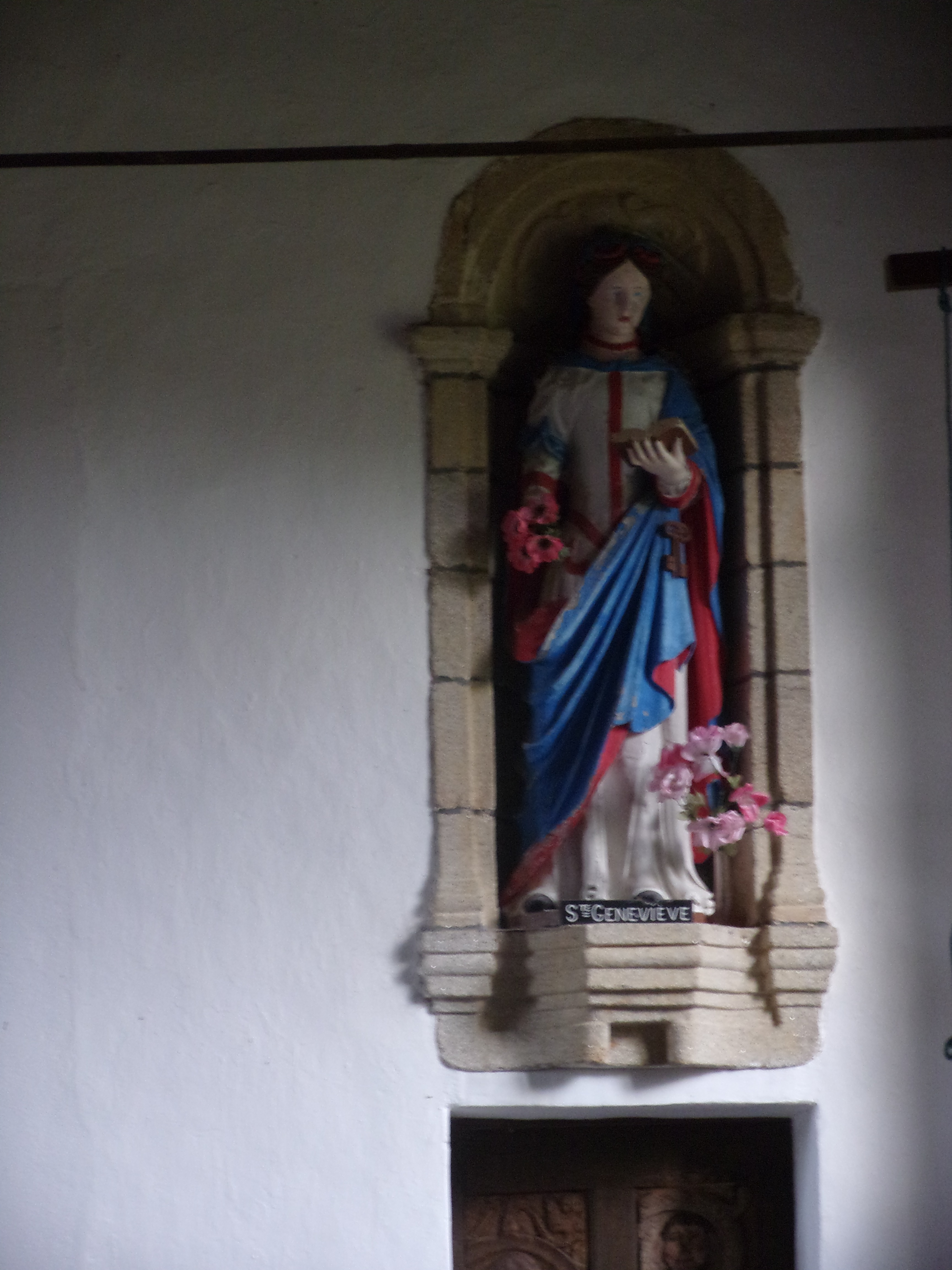
Niche occupée par la statue de Sainte Geneviève.

#### Chapelle Saint-Houarno
La chapelle Saint-Houarno est caractéristique des années 1500 avec ses contreforts biais et sa plinthe moulurée à la base des murs. En ruine en 1802, elle est remaniée au XIXe siècle : pente de toit abaissée, charpente remplacée, remplage de la maîtresse-vitre et pinacles des contreforts détruits, porte nord murée, clocher et sacristie ajoutés.
L'édifice conserve au sud une porte en accolade chargée de feuilles frisées formant un arc brisé et au nord une porte ornée de moulures et coiffée d'une accolade à haut fleuron.
Saint Houarno ou saint Hervé est à l'honneur tant dans le vitrail que dans sa statue. Aveugle de naissance, il est entouré de ses deux guides : Guiharan et le loup qu'il apprivoisa après que ce dernier est dévoré son âne. On venait le prier au XIXe siècle pour se protéger des loups avant que ne se développe le pardon des chevaux en 1912.

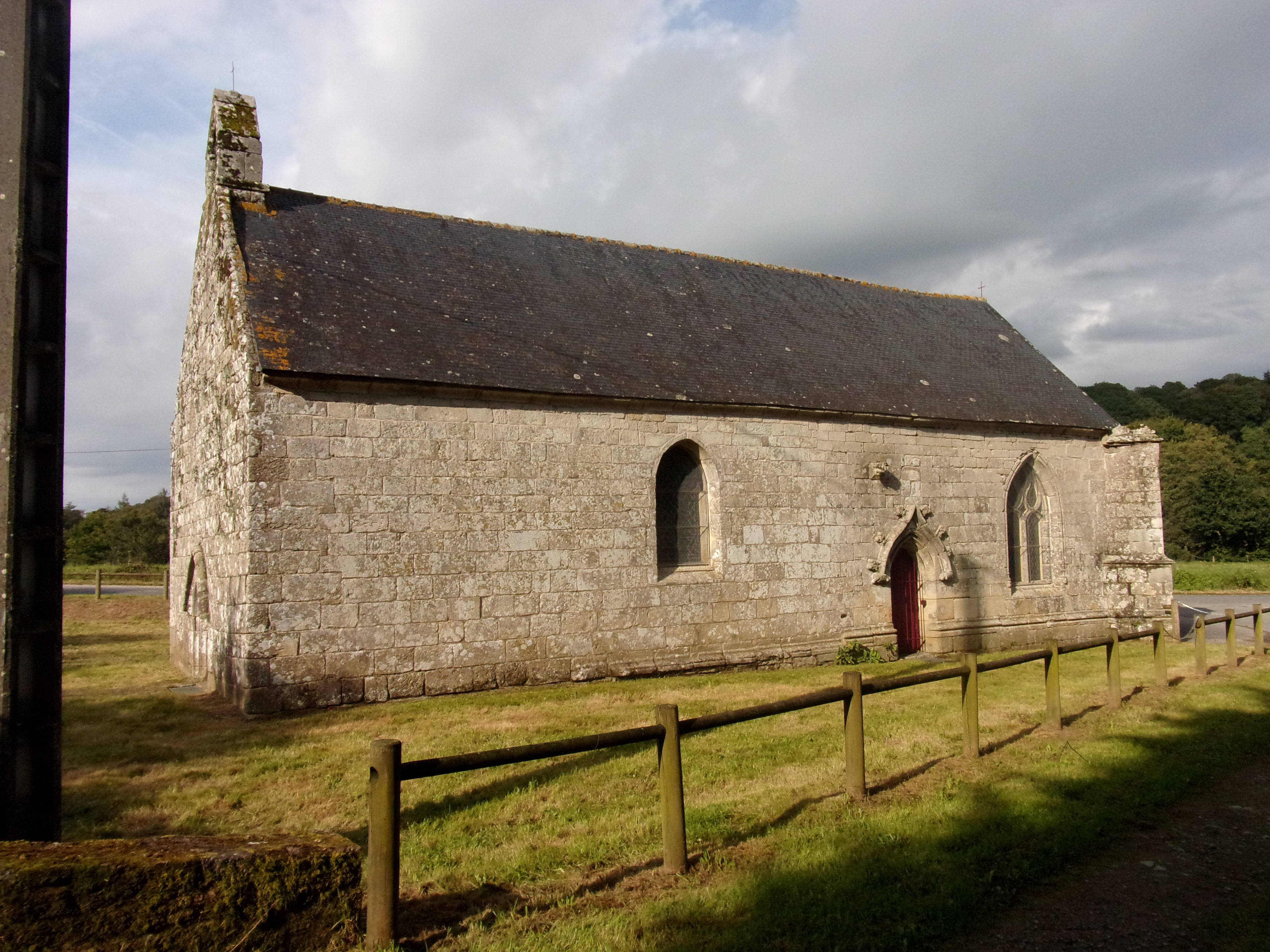
Façade sud de la chapelle Saint-Houarno.
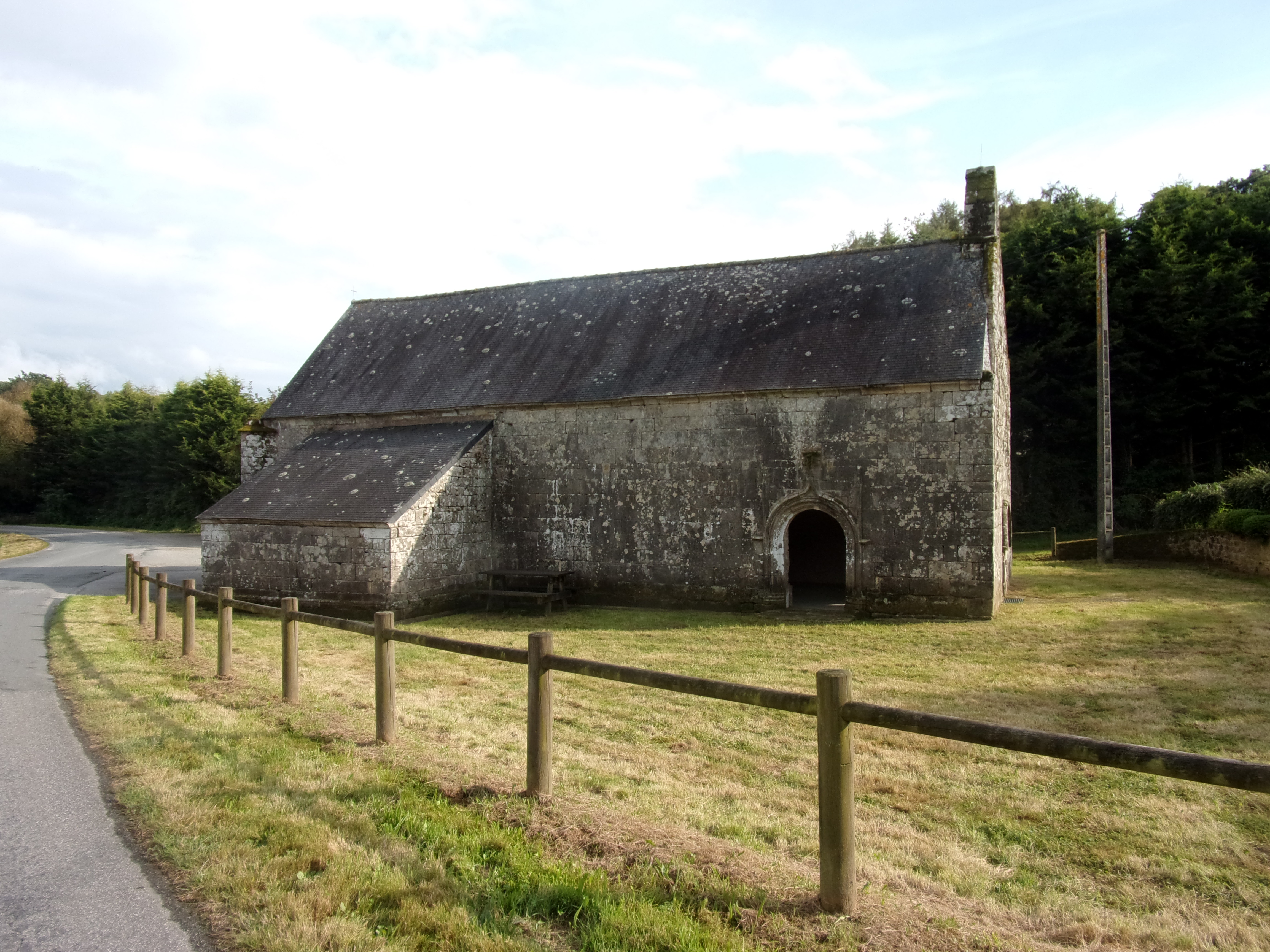
Façade nord de la chapelle Saint-Houarno.
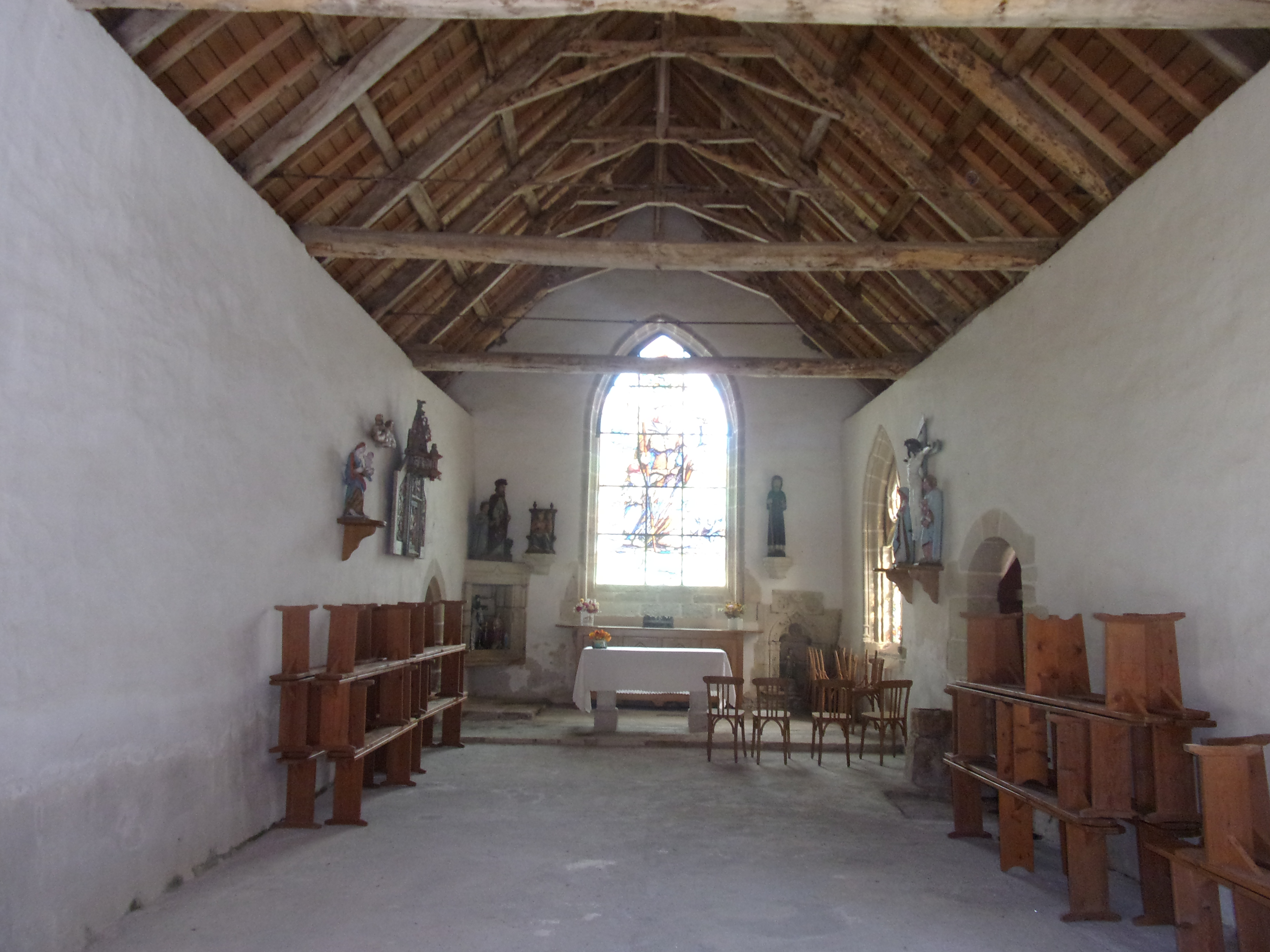
Vue générale de l'intérieur de la chapelle.
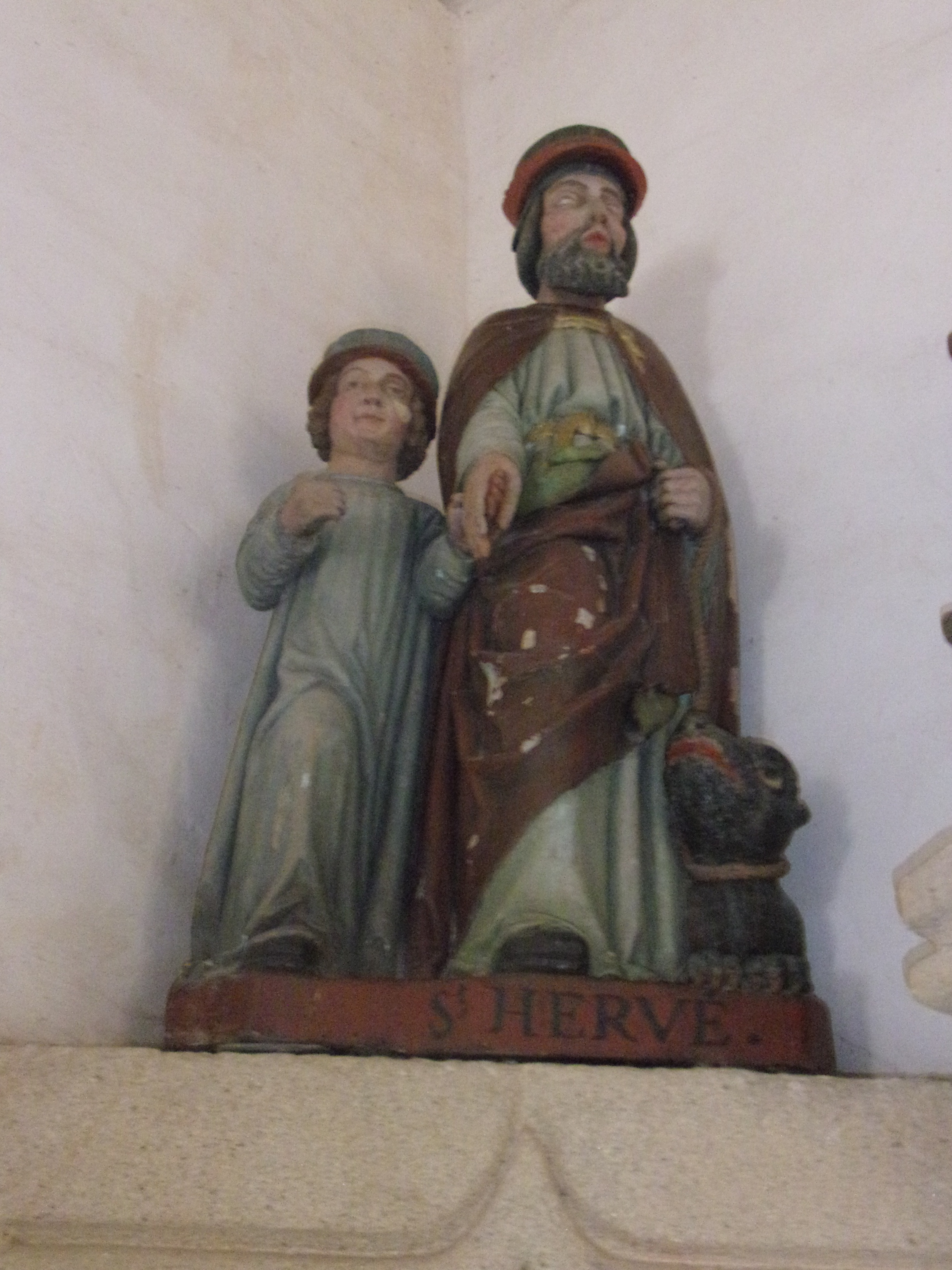
Saint Hervé entouré de Guiharan et du loup apprivoisé.
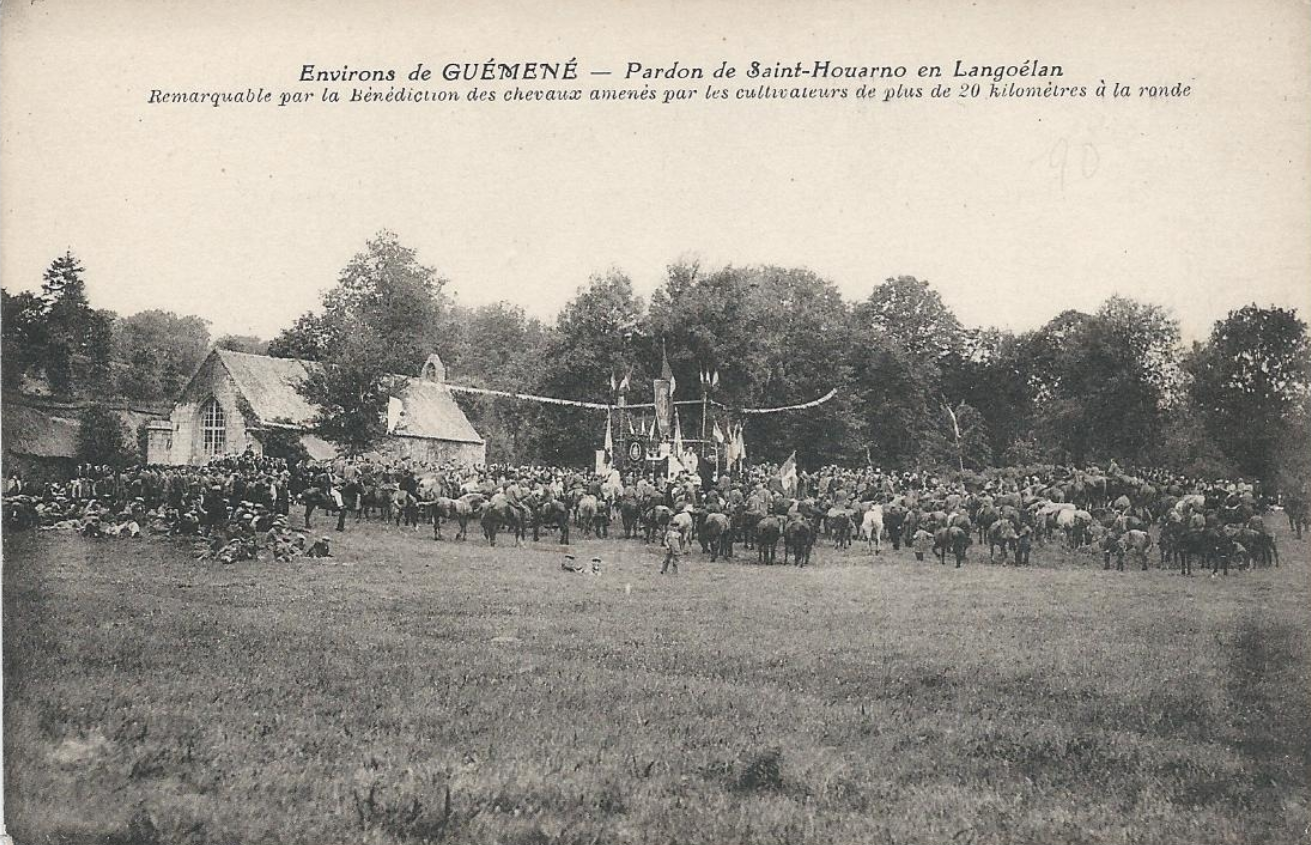
Pardon des chevaux de Saint-Houarno.

#### Chapelle Notre-Dame de Locmaria
La chapelle de Locmaria fut édifiée au début du XVIe siècle. A l'ouest le mur-pignon à clocher est épaulé de contreforts biais et ouvert par un portail richement sculpté associant accolade sous archivolte avec pinacles et fleurons. On accède à la chambre des cloches ornée de masques par un escalier sur le rampant. A l'intérieur la chapelle a conservé son sol dallé, deux bénitiers aux portes sud et ouest et une crédence en arc brisé. Au XIXe siècle et XXe siècle, les travaux ont modifiés son aspect : sablières (XVIe siècle), clôture, et boiseries du choeur déposées, autel détaché du chevet, enduits enlevés, lambris refaits, vitraux ajoutés. De part et d'autre de la maîtresse-vitre trônent une vierge à l'enfant et un Christ souffrant. Un Ecce Homo provient de la chapelle détruite de Lochrist, tout comme deux statues de saint Laurent et saint Etienne datant fin XVIe siècle début XVIIe siècle, attribuables au même sculpteur.

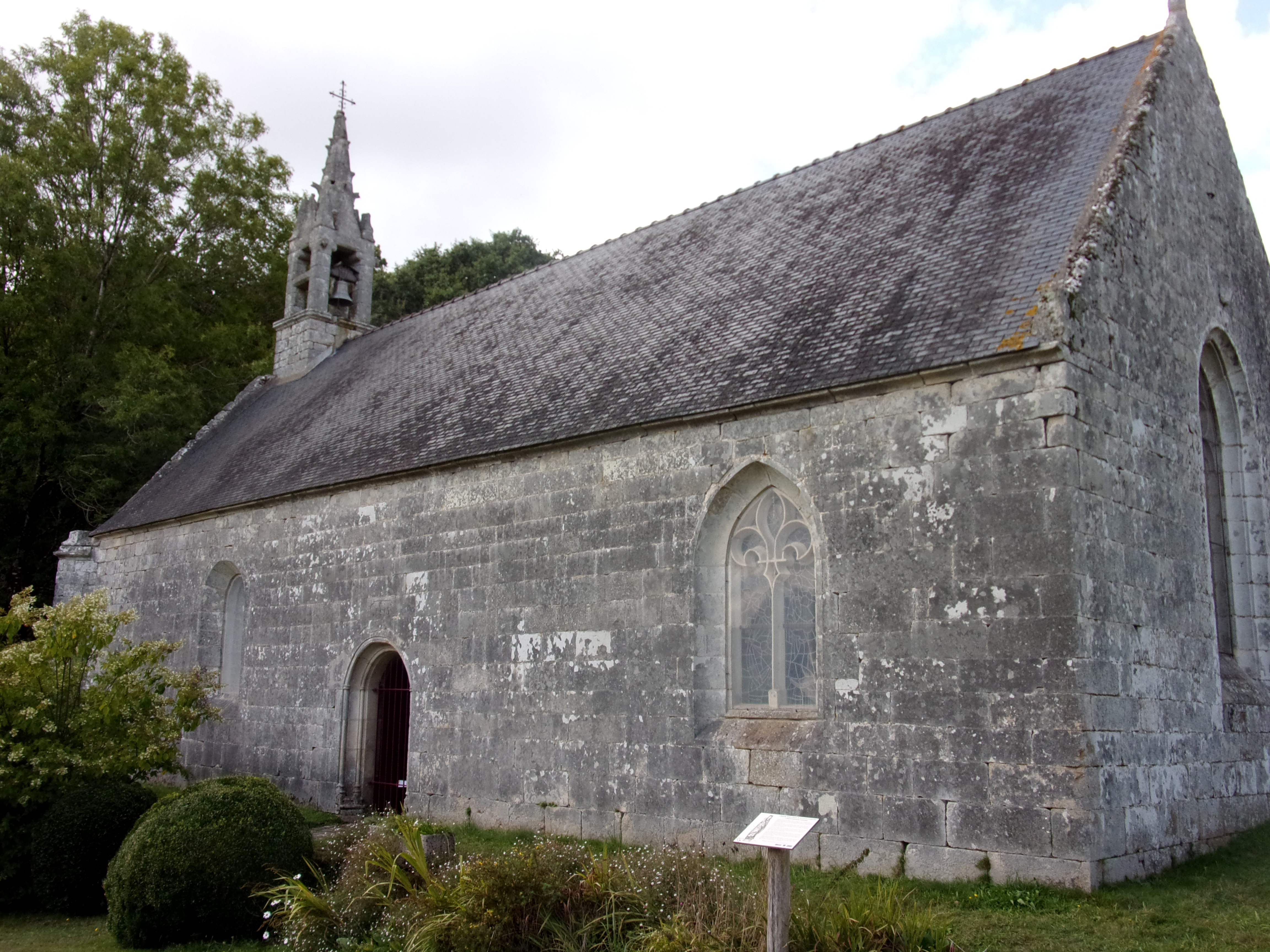
La façade sud de la chapelle Notre-Dame de Locmaria.
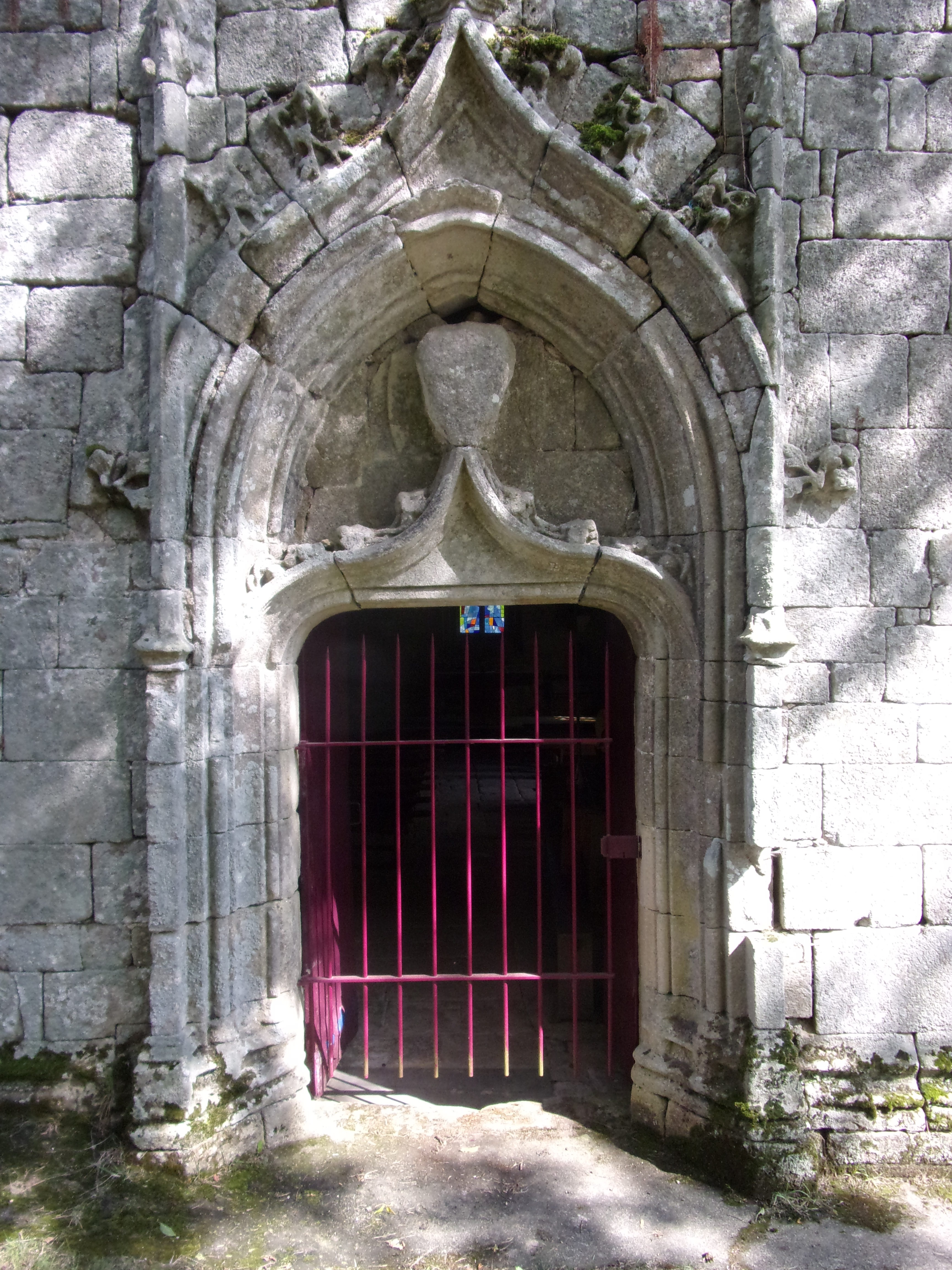
Le portail occidental richement sculpté.
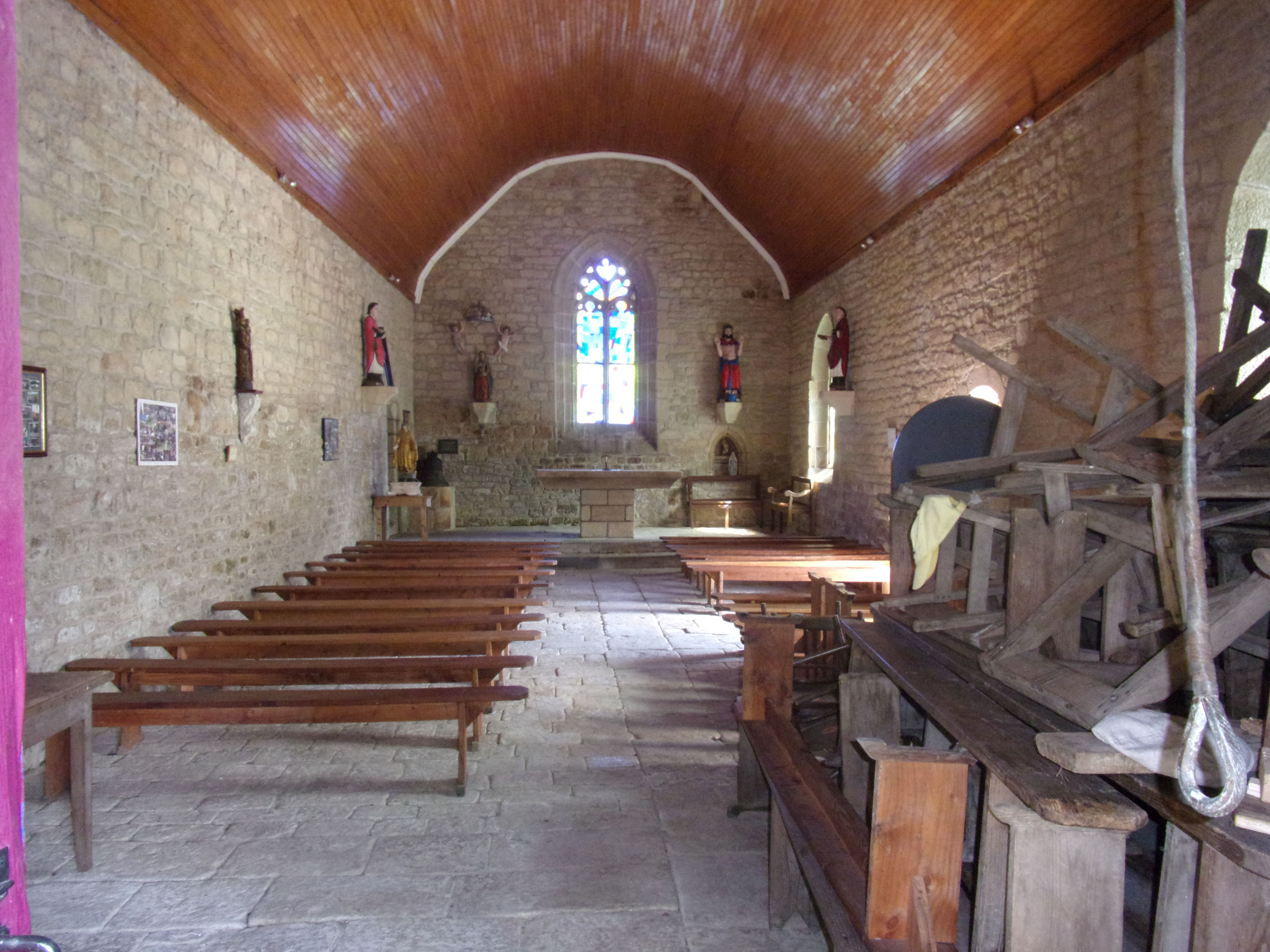
Intérieur de la chapelle.

#### Chapelle de la Trinité à Quénépavan
La chapelle de la Trinité dépendait de la proche seigneurie de Tronscorff et fût édifiée au XVIe siècle comme l'indique le décor de la porte sud en anse de panier et la maîtresse-vitre à l'Est. Construite en grand appareil régulier elle est caractéristique des chapelles bretonnes avec son plan rectangulaire et son mur pignon à clocher comportant une chambre des cloches ajourée sur les quatre faces cardinales à laquelle on accède par un escalier sur le rampant du nord. L'édifice conserve une riche statuaire abritée derrière la balustrade du choeur : une sainte Trinité avec le Saint-Esprit symbolisé par une colombe, un saint julien cavalier en armure (XVIe siècle) reposant sur une console sculptée en granite, un saint Joseph formant un ensemble avec une vierge à l'enfant. Un groupe de Saint Yves, entouré du riche et du pauvre, orne le mur nord.

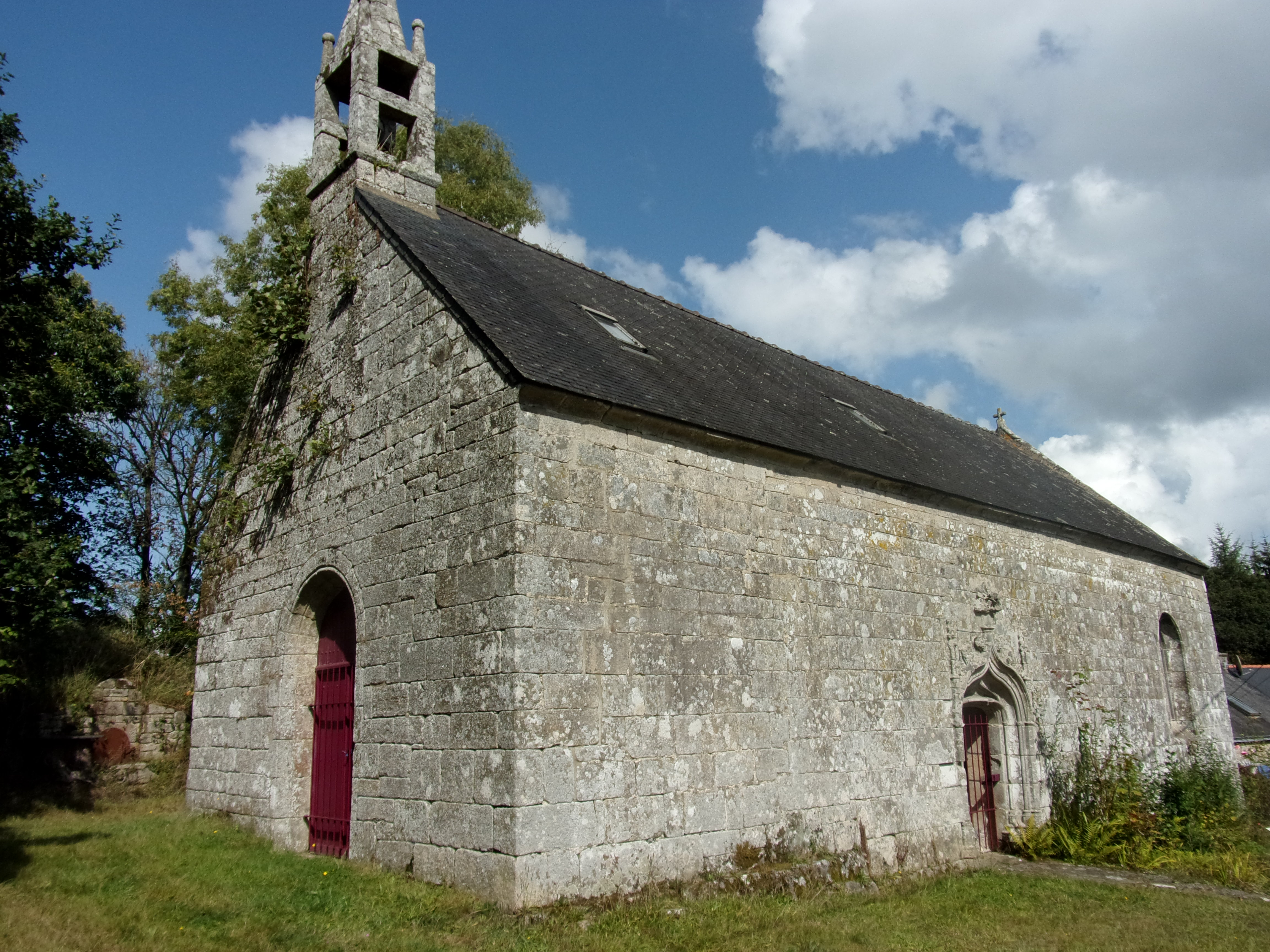
Façade sud et pignon ouest de la chapelle de La Trinité.
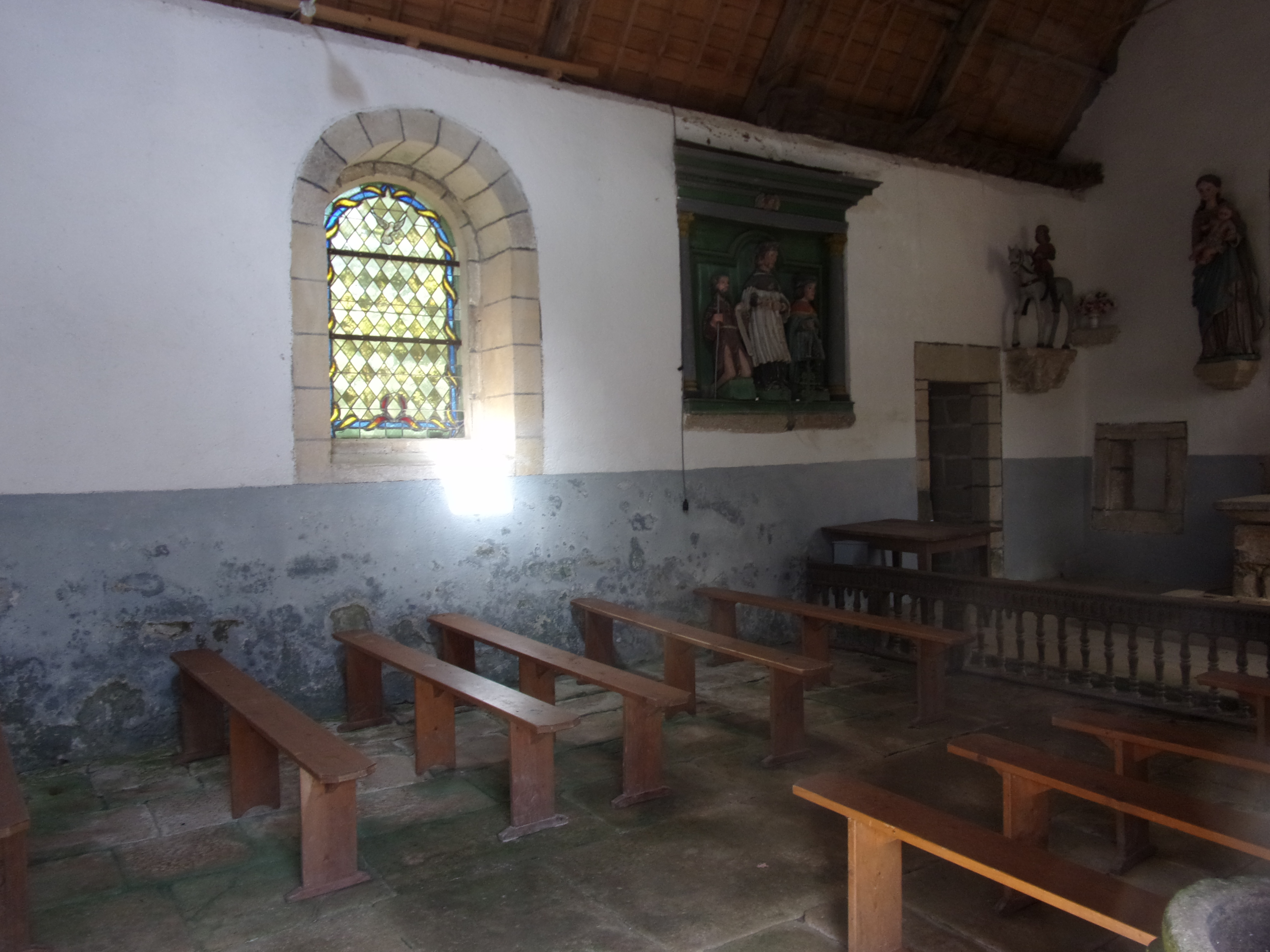
Vue générale de l'intérieur de la chapelle.
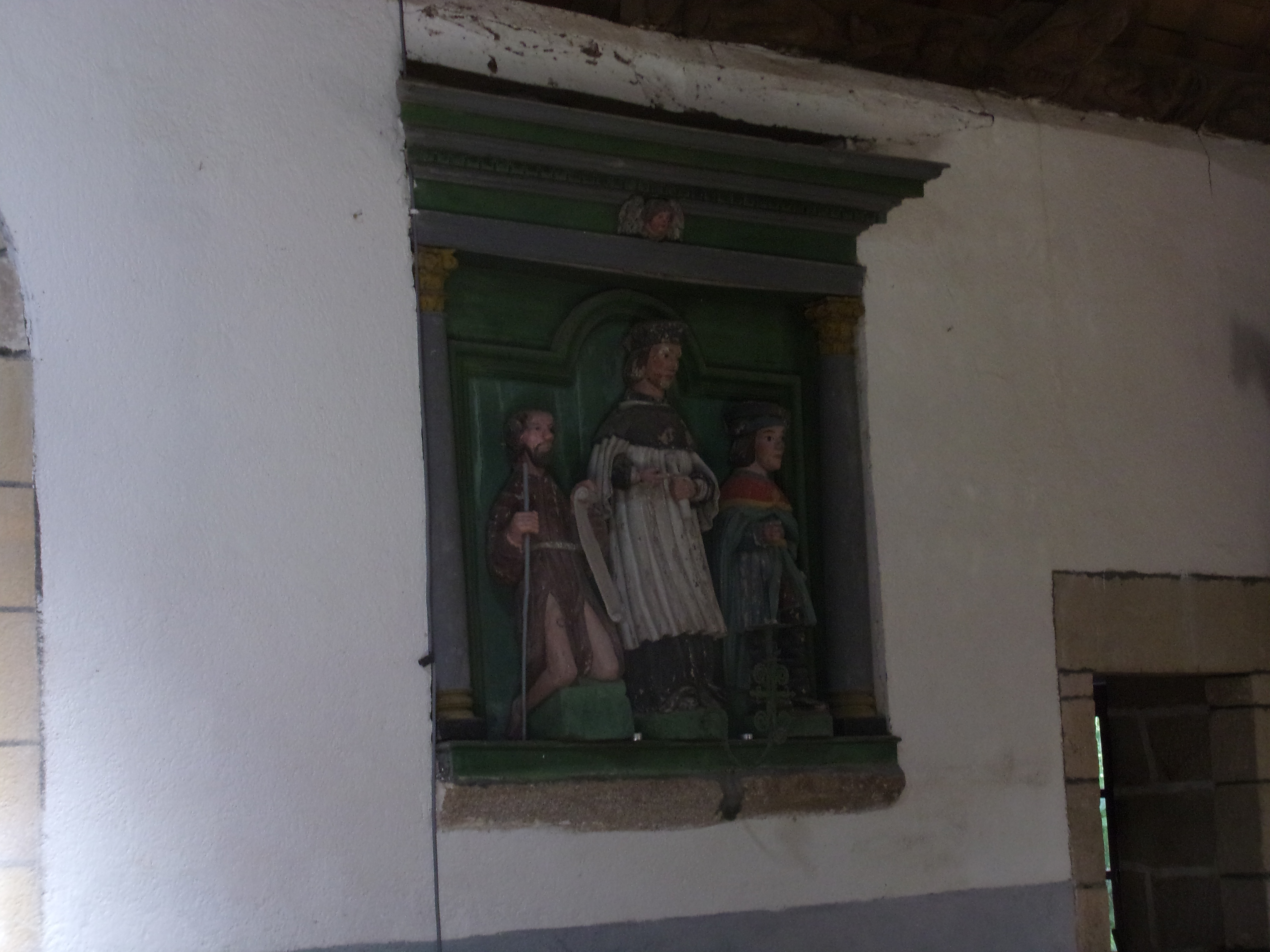
Statue de Saint Yves entouré du riche et du pauvre.

### Autres édifices

#### Manoir du Coledic Braz
Le manoir du Coledic Braz, isolé à l'ouest de la commune, il date du XVIIe siècle, il est inscrit à l'inventaire général du patrimoine culturel.

#### Manoir du Plessis
Le manoir du Plessis date des XVIe et XVIIe siècles,  est inscrit à l'inventaire général du patrimoine culturel.

#### Manoir du Rest
Le manoir du Rest date de la deuxième moitié du XVIIe siècle ou de la première moitié du XVIIIe siècle, il est inscrit à l'inventaire général du patrimoine culturel.

#### Manoir de Tronscorff
Le manoir de Tronscorff date des XVIIe et XVIIIe siècles, le logis est remanié au XIXe siècle. Il est inscrit à l'inventaire général du patrimoine culturel.

#### Château et maison dans le bourg
Le bourg de Langoëlan possède deux édifices remarquables par leur architecture: le château de l'émir et la maison Le Corre.
- Château de l'Émir, date du XXe siècle, édifié vers 1920 par Albert Haïk, situé dans le bourg. Il s'agit d'un pastiche des constructions mauresques. Il est inscrit à l'inventaire général du patrimoine culturel[61].

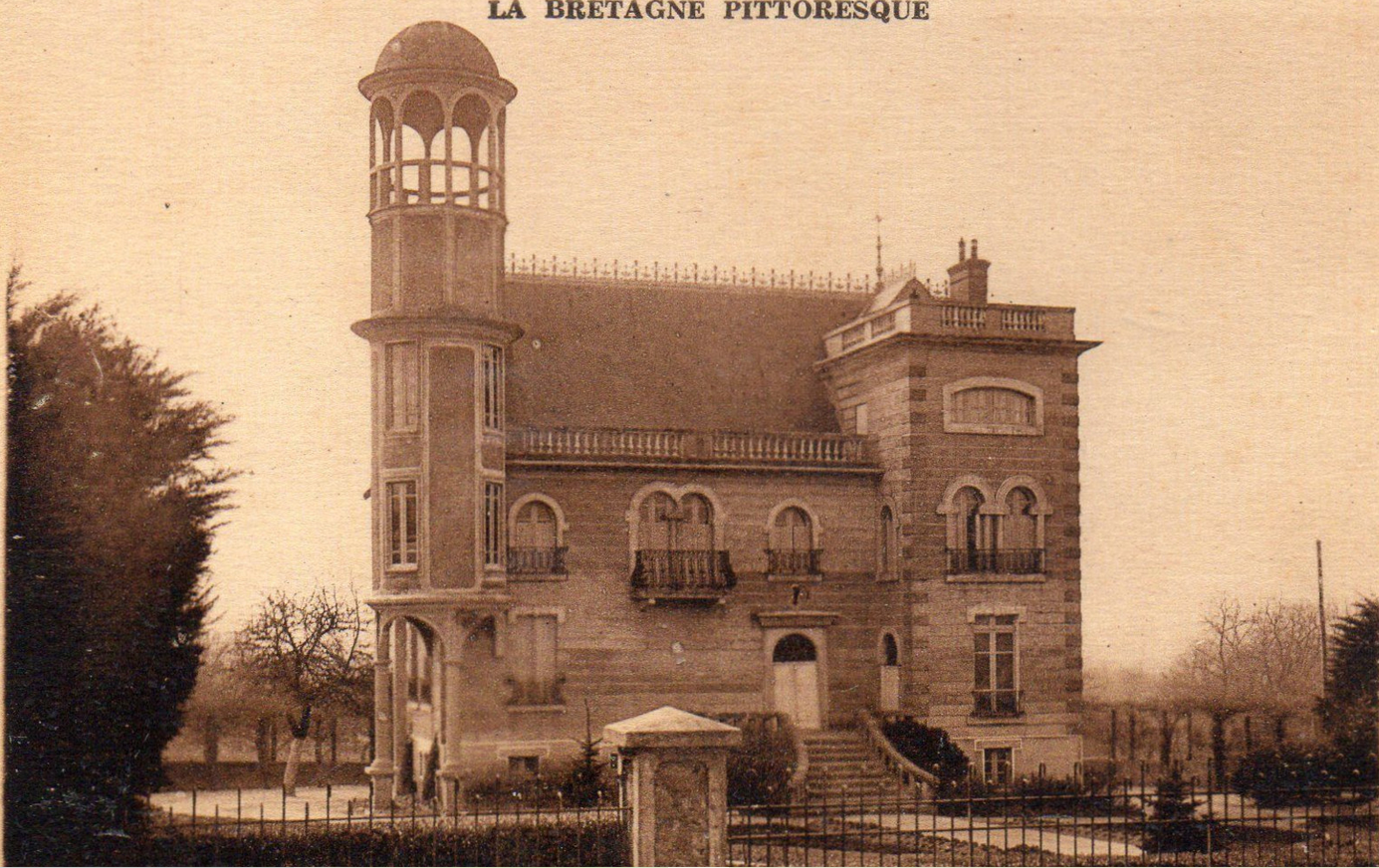
Le château de l'Émir au début du XXe siècle.
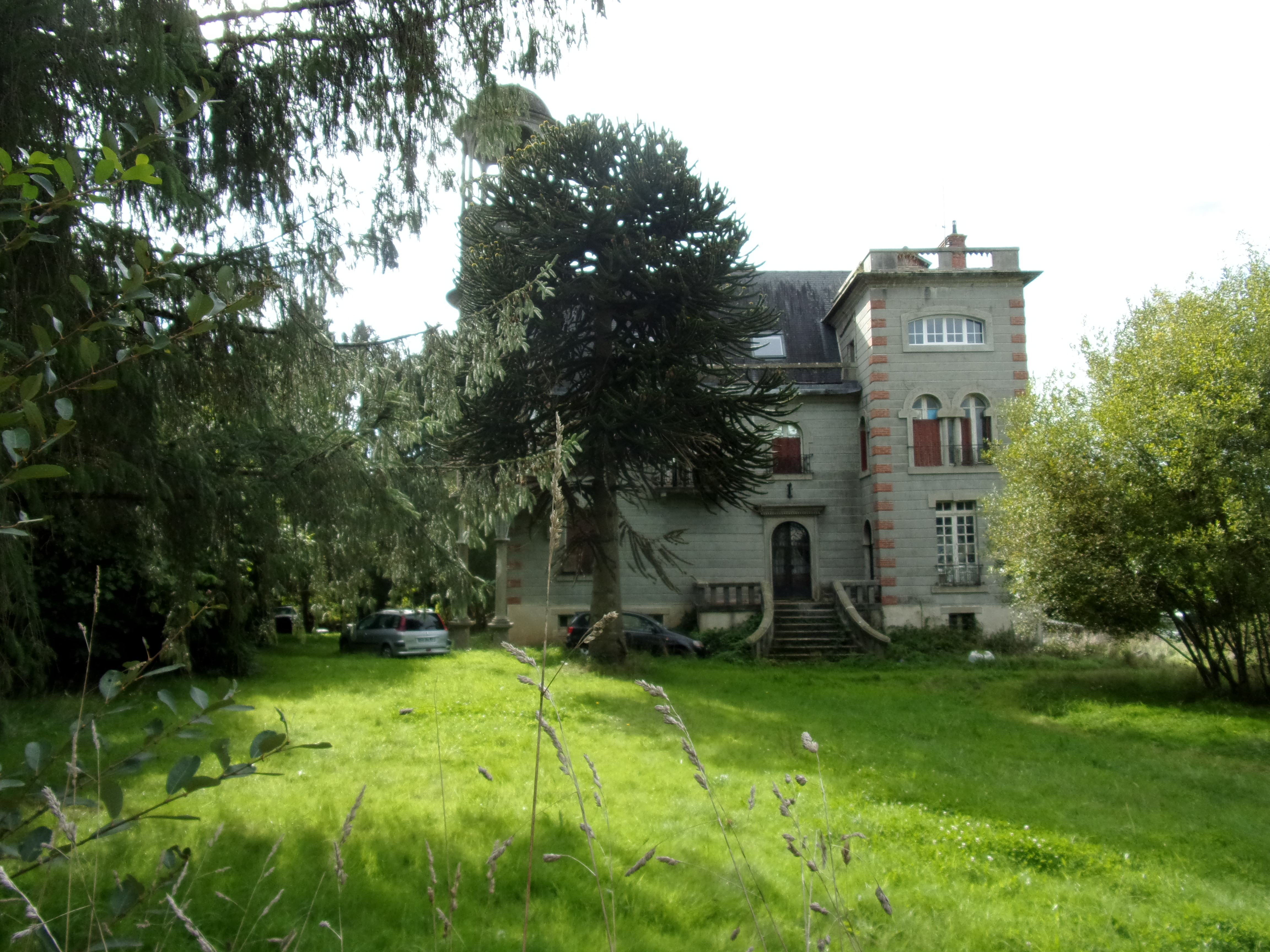
Le château de l'Émir dans son état actuel.

- La maison Le Corre, édifiée vers 1930, située en face de l'église paroissiale. Son architecture rappelle celle d'une villa balnéaire tout en ayant conservé son caractère de manoir.

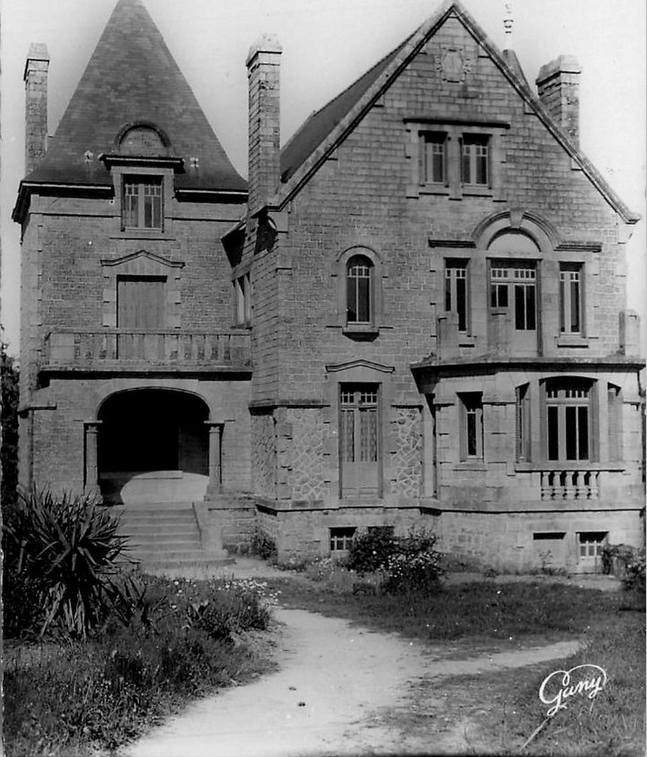
La maison Le Corre vers 1950.

#### Autres monuments
- Monument en hommage aux résistants tués le 1er juillet 1944 au combat de la ferme de Kergoët (stèle élevée sur le site).
- Camp romain.

### Site naturel

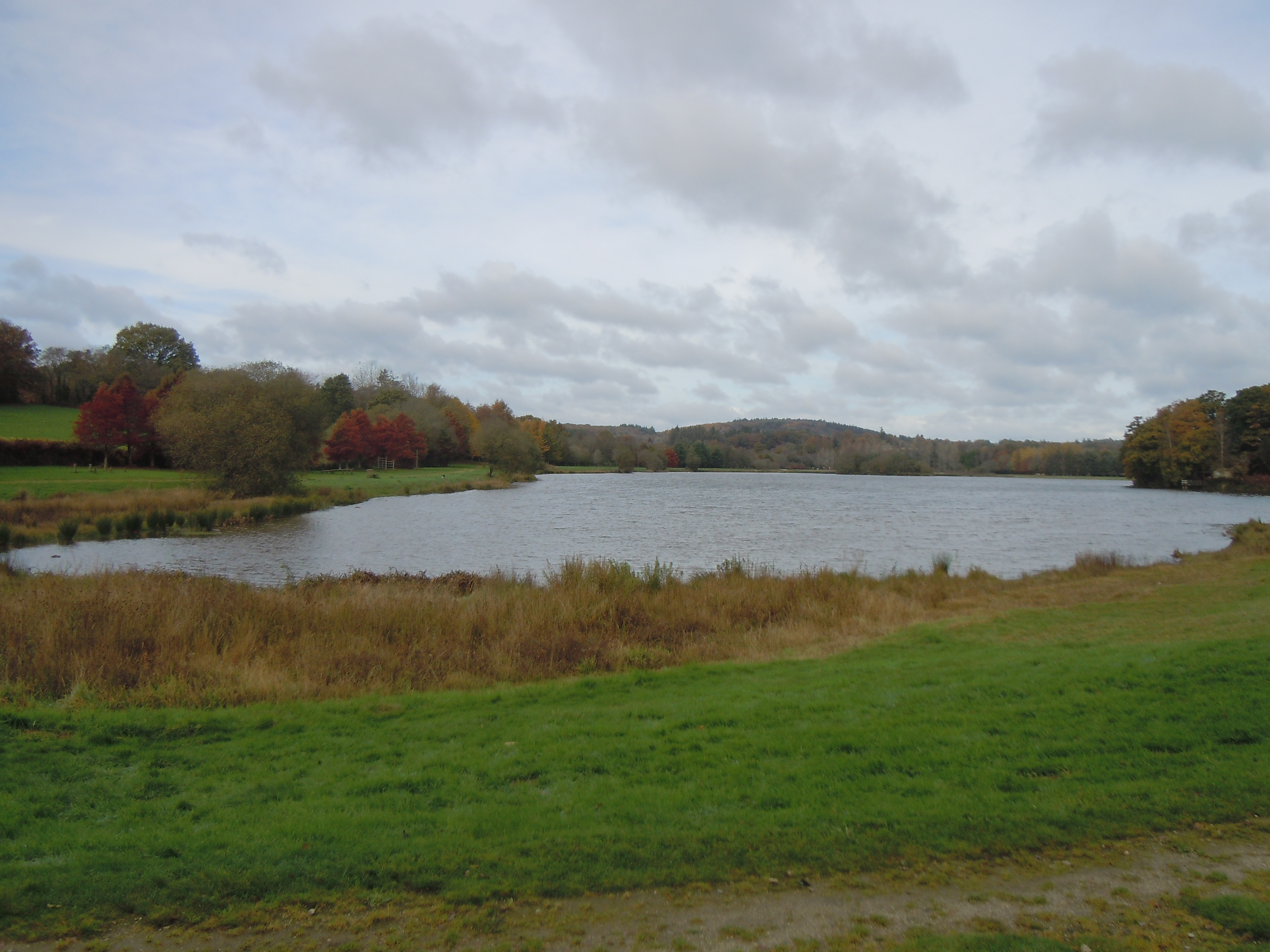
L'étang du Dordu.

- Étang de Dordu (Dordu signifie Eau Noire en breton).

## Personnalités liées à la commune
- Salaün, Salomon, roi de Bretagne.
- Pierre de Rémond du Chélas (1759-1826), chef chouan puis maire de Langoëlan. Une rue du bourg porte son nom.
- Albert Haïk : dit « l'Emir de L'angoëlan » a fait construire dans les années 1930 un bâtiment d'inspiration orientale avec minaret visible à l'entrée Nord du bourg, a offert à la paroisse une crèche de Noël et une cathèdre (Cathedra) visible dans l'église, il fut très généreux envers les habitants de Langoëlan. Son frère Jacques Haïk était producteur de cinéma, on lui doit la construction du Grand Rex à Paris et l'introduction du film muet en France.